# Liste der Baudenkmäler in Neuss (1/200–1/299)
Die Liste der Baudenkmäler in Neuss (1/200–1/299) enthält die denkmalgeschützten Bauwerke auf dem Gebiet der Stadt Neuss im Rhein-Kreis Neuss in Nordrhein-Westfalen (Stand: März 2011). Diese Baudenkmäler sind in der Denkmalliste der Stadt Neuss eingetragen; Grundlage für die Aufnahme ist das Denkmalschutzgesetz Nordrhein-Westfalen (DSchG NRW).

Einige Texte der Denkmalbeschreibungen liegen in gekürzter Form (Teilbeschreibung) vor.
Die Liste ist nach laufenden Nummern sortiert. In der Spalte „Denkmalnummer“ ist in Klammern die laufende Nummer angegeben.
| Bild                                                                      | Bezeichnung                                                               | Lage                                                        | Beschreibung | Bauzeit               | Eingetragen seit | Denkmal- nummer        |
| ------------------------------------------------------------------------- | ------------------------------------------------------------------------- | ----------------------------------------------------------- | --- | --------------------- | ---------------- | ---------------------- |
| Wohnhaus                                                                  | Wohnhaus                                                                  | Rosellen Gierer Straße 9 Karte                              | In der 2. Hälfte des 19. Jh. erbautes stattliches Backstein-Wohnhaus, 2-geschossig in 5 Achsen, traufständig mit Satteldach. Straßenseitige Fassade aus orange-roten Sichtbacksteinen mit Zierformen aus gelbem Backstein. Mittelachse leicht vorgezogen, mit Hauseingang über Treppenstufen und Giebelhaus in Dachbereich. Horizontale Gliederung durch schmalen Putzsockel sowie Gurtgesimse und aufwändiges Kranzgesims (Konsolenband mit zwischenliegender Verdachung) aus gelben Sichtbackstein. Die hohen schmalen Wandöffnungen mit Segmentbögen abgeschlossen, die durch eine rot-gelb gemusterte Sturzzone betont sind (im 1. OG zusätzliche knappe Verdachung). Im Giebel der Mittelachse seitlich vorspringend Abtreppungen und kleines Fenster. 2-flügeliger Hauseingangstür mit Oberlicht original; Fenster überwiegend erneuert. Das Hausinnere weitgehend original, prägend insbesondere teppichartiger Bodenbelag aus farbigen Keramikplatten im Treppenflur und die hölzerne Geschosstreppe. EG-Räume tlw. als Ladenlokal genutzt. Das Haus ist in seiner aus der umgebenden, eher dörflich geprägten Bebauung herausgehobenen qualitätvollen Gestaltung ein wichtiges Zeugnis für das Aufkommen städtischer Lebensformen in den stadtnahen Dörfern, hier speziell Rosellen, in der 2. Hälfte des 19. Jh. Für die Erhaltung und Nutzung des Hauses bestehen volkskundliche und ortsgeschichtlichen Gründe. | 2. Hälfte 19. Jh.     | 03.02.1994       | 8/013 (1/200)          |
| Ehemalige Schule, Alte Weckhovener Volksschule                            | Ehemalige Schule, Alte Weckhovener Volksschule                            | Weckhoven Gillbachstraße 23 Karte                           | Der Denkmalschutz umfasst das ehemalige Schulgebäude mit der vorgelagerten mit Linden bepflanzten Freifläche und den ehemaligen Schulhof an der Rückseite mit der Lindenreihe entlang der Sandstraße. Das Gebäude wurde 1845 errichtet. Es handelt sich um ein traufständiges im Mittelrisalit 2-geschossiges und an den Seitenflügeln 1-geschossiges Gebäude in 9 Achsen. Die Satteldächer sind pfannengedeckt. Die Fassade ist aus Backstein geschlämmt im klassizistischen Formenkanon. Der Mittelrisalit wird abgeschlossen durch einen Dreieckgiebel mit Okulus. Der Eingang befindet sich im Mittelrisalit. Die mit Oberlichter versehenen Eingangstüren wurden wie auch sämtliche Fenster erneuert, der Ortgang wurde verschiefert. Die Raumaufteilung wurde mehrfach verändert. 1949/50 wurde im Mitteltrakt ein dritter Klassenraum geschaffen 1965 erfolgte der Umbau zu einem Kindergarten. Dazu wurde im Erdgeschoss des Mitteltraktes ein Stichflur abgetrennt. Im Obergeschoss des Mitteltraktes befindet sich eine Wohnung. Das Gebäude ist bedeutend für die Geschichte des Menschen, insbesondere die Geschichte der Städte und Siedlungen; die Orts- und Siedlungsgeschichte des Stadtteils Weckhoven, weil es als repräsentatives, anschaulich erhaltenes Schulgebäude mit qualitätvollen Details in städtebaulich bedeutender Lage ein Zentrum der ehemals selbstständigen Ortslage markiert. Die Erhaltung und Nutzung des Gebäudes liegen wissenschaftliche, insbesondere städtebauliche, architektur-, orts-, sozial- und schulgeschichtliche Gründe vor, weil es als unverzichtbarer Bestandteil des Siedlungskonzeptes mit seiner originalen Kubatur und seinen originalen Proportionen in städtebaulicher Hinsicht eine maßstabbildende Größe darstellt. | 1845                  | 05.01.2007       | 7/019 (1/201)          |
| Pfarrkirche St. Josef                                                     | Pfarrkirche St. Josef                                                     | Weißenberg Gladbacher Straße 5 Karte                        | Teilbeschreibung: Erbaut 1883/84 nach Entwurf von Regierungsbaumeister Julius Busch. 3-schiffige Backstein-Basilika in neugotischen Stilformen. 4-geschossiger Nordwestturm mit polygonalem Spitzhelm. Das Mittelschiff mit polygonalem Chorabschluss und Satteldach mit behelmten Gauben. Die Seitenschiffe bis zur Turmfront vorgezogen, auch chorseitig mit geradem Abschluss, jeweils mit Pultdächer. Das Anfangsjoch (Marien-bzw. Taufkapelle) durch erhöhtes Zeltdach, das Endjoch durch abgewalmtes Querdach herausgehoben. Am chorseitigen Ende des linken Seitenschiffs Rundturm mit polygonalem Aufsatz und Spitzhelm, seitlich angeschlossen die Sakristei mit Zeltdach. 1961 schadhafte Bauplastik des Turmes (Fialen, Kreuzblumen, seitliche Skulpturen im 2. OG) entfernt. Tympanon am Eingangsbereich als Glasfenster (Entwurf Ernst Jansen-Winkeln) anstelle des ursprünglichen Mosaikbildes. Turmhelm 1984 vollständig erneuert. Mit ihrem markanten hohen Turm bildet sie auch heute noch einen städtebaulichen Fixpunkt in der Neusser Nordstadt. | 1883/84               | 22.08.1995       | 2/012 (1/202)          |
| weitere Bilder                                                            | Jüdischer Friedhof                                                        | Stadionviertel Glehner Weg Karte                            | Ein erster jüdischer Begräbnisplatz ist erstmals auf einem Stadtplan aus dem Jahre 1829 an der Düsseldorfer Straße dargestellt; für die Zeit davor wird angenommen, dass Bestattungen auf Landfriedhöfen in der Umgebung erfolgten. 1887 erwarb die Gemeinde für ihren Friedhof das heutige Grundstück am Glehner Weg, in direkter Nachbarschaft zum 1873 angelegten städtischen Friedhof an der Büttger Landstraße (heute Rheydter Straße). Der alte Begräbnisplatz an der Düsseldorfer Straße wurde 1890, mit der Eröffnung des neuen Friedhofes geschlossen und 1920 aufgelassen; die dort vorhandenen Grabsteine wurden an den Glehner Weg versetzt. Der jüdische Friedhof am Glehner Weg umfasst eine Fläche von ca. 0,24 ha. Er ist mit einem Zaun und teilweise einer Hecke eingefriedet; den Eingang am Glehner Weg bildet ein zweiflügeliges Metalltor. Eine mittlere Birkenallee führt in die Tiefe des längsrechteckigen Grundstücks, auf dem 212 Grabstelen unterschiedlicher Form aus der Zeit zwischen 1845 und 1965 erhalten sind. Da der Friedhof noch belegt wird, gibt es auch einige jüngere Gräber. Im hinteren Teil sind die ältesten Grabstellen, die vom aufgelösten Friedhof an der Düsseldorfer Straße hierhin überführt wurden, als geschlossenen Gruppe aufgestellt. Namen und Inschrift der 212 Stelen sind dokumentiert (Rohrbacher S. 279–299). Diese 212 Stelen bilden den schützenswerten historischen Kernbestand. Als Zeugnis des jüdischen Lebens in Neuss und seiner wechselvollen Geschichte, verfolgt und ausgelöscht im Nationalsozialismus, ist der jüdische Friedhof am Glehner Weg bedeutend für die Geschichte des Menschen und für Neuss. An seiner Erhaltung besteht aus wissenschaftlichen, hier orts- und kulturgeschichtlichen Gründen ein öffentliches Interesse. In Bezug auf die Gestaltung der Grabsteine und ihrer Inschriften kommen künstlerische Gründe hinzu. Der Friedhof bildet in seiner Gesamtheit ein Baudenkmal, mit den historischen Grabsteinen als wesentlichen konstituierenden und schützenswerten Bestandteil. | 1887                  | 30.03.2006       | 3/065 (1/203)          |
| Klara-Fey-Siedlung                                                        | Klara-Fey-Siedlung                                                        | Stadionviertel Glehner Weg 30–36 Karte                      | Ab 1930 nach Plänen des Architekten Heinrich Ingerfeld von „Neusser Spar- und Bauverein“ (heute Gemeinnützige Wohnungsgesellschaft eG) errichtetes Siedlungsensemble von beispielhafter Qualität der Gesamtgestaltung; zweigeschossige Mehrfamilienhäuser aus Backsteinmauerwerk mit hochaufragenden Walm- bzw. Satteldächern; an beiden Straßenenden Bauzeilen durch erhöhte flachgedeckte Eckbauten abgeschlossen (- zum Glehner Weg nur einseitig-), die mit dem verkröpften Sattel- oder Walmdächern der anschließenden Reihenhäusern städtebauliche Akzente setzen; rhythmische Gliederung der glatten Fassaden durch rechteckige Fenster; regelmäßig Vertikalbetonung durch die geschossübergreifenden Treppenhausfenstern oberhalb der Eingänge mit ihren weit ausgreifenden Vordächern, Sockel abgesetzt und teilweise durch Backsteinrelief aufgelockert; Gauben unterschiedlicher Größe; verkröpfte Sohlbankgesimse betonen die Gebäudeecken; vor den Eckbauten kleine heckenumfriedete Vorgärten; Fenster und Haustüren z. T. original. Als qualitätvolles Beispiel einer traditionalistischen Wohnsiedlung der 20er Jahre aus architektur- und stadtebaugeschichtlichen sowie orts- und sozialgeschichtlichen Gründen erhaltenswert. | 1930                  | 09.04.1992       | 3/010 (1/204)          |
| Siedlung Kamillianerstraße                                                | Siedlung Kamillianerstraße                                                | Stadionviertel Glehner Weg 54–64 Karte                      | 1924–28 von der „Neusser Wohnungsgenossenschaft für Beamte und Privatangestellte GmbH“ (heute Gemeinnützige Wohnungsgesellschaft eG) in offener Bauweise errichtetes Siedlungsemsenble von beispielhafter Qualität der Gesamtgestaltung; Architekt Peter Dörner; Überwiegend Doppelhäuser (nur Kamillianerstraße 11–55 dreifach geteilt) aus Backsteinmauerwerk mit hohem, abgewalmten Ziegeldächern; Eckhäuser an beiden Straßenenden durch Ladengeschäfte (Kamillianerstraße 1 und 20/22) oder verkröpfte Segmenterker betont; backsteinummauerte Vorgärten; die glatten Hausaußenwände durch Gesimse oder Lisenen gegliedert; die Eingänge führen teilweise in Treppenhausanbauten;; regelmäßig angeordnete Dachgauben und Loggien an den Rückseiten; sparsam eingefügte schmückende Details in expressionistischen Formen (Treppengiebel, Flächenrelief aus Backstein); Fenster und Haustüren z. T. original. Als qualitätvolles Beispiel einer traditionalistischen Wohnsiedlung der 20er Jahre aus architektur- und stadtebaugeschichtlichen sowie orts- und sozialgeschichtlichen Gründen erhaltenswert. | 1924–28               | 09.04.1992       | 3/009 (1/205)          |
| Wohnhaus                                                                  | Wohnhaus                                                                  | Innenstadt Glockhammer 43 Karte                             | 2-geschossiges Wohnhaus in geschlossener Reihe, mit traufständigem Satteldach. Erbaut um 1875 (im Kern möglicherweise älter); 1893 EG-Fenster als Schaufenster vergrößert. Straßenseitige Putzfassade in 2 Achsen, mit historisierenden Gestaltungselementen. Wandflächen des EG: Sockel mit Rauputzfeldern zwischen durchlaufender Basis und Gesims, darüber Putzquader alternierend in Rau- und Glattputz. Rechteckige Wandöffnungen, darüber durchlaufendes Gesims als oberer Abschluss und Gurtgesims. Hauseingang in der rechten Achse. Wandflächen des OG in feingezeichnetem Quaderputz, die Schichten in der Höhe alternierend. Rechteckfenster mit profilierter Putzrahmung auf durchlaufendem Sohlbankgesims, in Sturzmitte Stuck-Embleme. Tür und Fenster modern erneuert. In Zusammenhang mit der gesamten Häuserreihe am Glockhammer wichtiges Zeugnis der Stadtbaugeschichte, erhaltenswert insbesondere aus städtebaulichen Gründen. | um 1875               | 15.11.1995       | 1/221 (1/206)          |
| Teil der Immunitätsbefestigung u. Kellern des Damenstiftes von St. Quirin | Teil der Immunitätsbefestigung u. Kellern des Damenstiftes von St. Quirin | Innenstadt Glockhammer 43a Karte                            | Teilbeschreibung: Im Winkel zwischen Glockhammer und der Münsterstraße befindet sich unter dem Gebäude Glockhammer 43a ein mittelalterlicher, ca. 10,5 × 9,0 m messender Kellerraum, dessen sichtbare Außenmauern bis rund 4 m unter die heutige Straßenoberfläche (NN 39,60 m) reichen. Der Keller liegt im Bereich des im 10. Jahrhundert gegründeten Damenstifts von St. Quirin, über dessen Ausmaße und Gebäudestruktur ein im Jahre 1802 kurz vor dem Abriss gefertigter Plan Auskunft gibt. Der Teil der Immunitätsbefestigung mit anschließenden Kellern des Damenstiftes von St. Quirin ist ein bedeutendes Zeugnis der Stadtgeschichte aus dem 12. und 13. Jh. Für die Erhaltung liegen wissenschaftliche Gründe vor. | 10. Jh.               | 21.01.2002       | 1/325 (1/207)          |
| Wohnhaus                                                                  | Wohnhaus                                                                  | Innenstadt Glockhammer 45–47 Karte                          | Ursprünglich 2 um 1875 erbaute Wohnhäuser (Im Kern möglicherweise älter), um 1900 zu einem Wohnhaus umgebaut; Teil einer kleinteiligen Reihenbebauung, die dem Verlauf der Immunitätsmauer des ehemaligen Benediktinerklosters St. Quirin folgt; 2-geschossig in 5 Achsen, Satteldach, Backstein-/Putzfassade mit historisierenden Schmuckformen; im EG Quaderputz über Sockelgesims, Wandöffnungen der rechten Achsen verbreitert, Eingang in der Mittelachse; zwischen EG und OG Gurtgesims mit 3 schmucklosen Feldern und abschließender Profilleiste; im OG Backsteinfassade; Rundbogenfenster mit reich profilierter Stuckrahmung und schlusssteinartigem Zierschmuck, Brüstungsfelder unter Sohlbänken, reiches Konsolgesims unter auskragendem Dachgesims; Tür original, Fenster z. T. erneuert. Als Teil einer geschlossenen Häuserzeile wichtiges Zeugnis der Stadtbaugeschichte, erhaltenswert aus architekturgeschichtlichen, aus wissenschaftlichen, insbesondere stadtentwicklungsgeschichtlichen Gründen, sowie aus ortsgeschichtlichen und stadtbildprägenden Gründen. | um 1875               | 09.01.1997       | 1/241 (1/208)          |
| Wohnhaus                                                                  | Wohnhaus                                                                  | Innenstadt Glockhammer 49 Karte                             | Um 1875 erbaut (im Kern möglicherweise älter); Teil einer kleinteiligen Reihenbebauung, die dem Verlauf der Immunitätsmauer des ehemaligen Benediktinerklosters St. Quirin folgt; 2-geschossig in 2 Achsen, Putzfassade, ausgebautes Satteldach; hoher Sockel, Eingang mit Oberlicht in der linken Achse; Konsolgesims unter auskragendem Dachgesims; Dachgaube; Tür und Fenster erneuert. Als Teil einer geschlossenen Häuserzeile wichtiges Zeugnis der Stadtbaugeschichte, erhaltenswert aus architekturgeschichtlichen, aus wissenschaftlichen, insbesondere stadtentwicklungsgeschichtlichen Gründen, sowie aus ortsgeschichtlichen und stadtbildprägenden Gründen. | Um 1875               | 09.01.1997       | 1/242 (1/209)          |
| Wohnhaus                                                                  | Wohnhaus                                                                  | Innenstadt Glockhammer 51 Karte                             | Um 1875 erbaut; 2-geschossige Putzfassade in 2 Achsen, Satteldach; zurückgesetzter Eingang mit Oberlicht und Profilrahmung in der linken Achse; Konsolgesims unter auskragendem Dachgesims; Tür erneuert, Fenster original. | Um 1875               | 28.08.1992       | 1/181 (1/210)          |
| Wohnhaus                                                                  | Wohnhaus                                                                  | Innenstadt Glockhammer 53 Karte                             | 2-geschossiges Wohnhaus mit traufständigem Satteldach; als Bestandteil einer geschlossenen Reihe gleichartiger einfacher Häuser (Glockhammer 47–57) vermutlich Ende 18. Jh. erbaut; um 1875 überformt. Straßenseitig Putzfassade in 2 Fensterachsen, mit sparsamen Gestaltungselementen (abgesetzter Sockel, weit auskragendem Traufgesims mit Klötzchenfries). Hauseingang in der rechten Achse mit Sandsteinrahmung und Oberlicht; die Fenster mit einfacher Stein-Fensterbank (im OG erneuert mit verkleinerten Abmessungen). Übergroße neuere Dachgaube verunklärt das originale Erscheinungsbild die gesamten Häuserreihe. Tür und Fenster (tlw.) original (19. Jh.) Das Hausinnere weitgehend original, mit einfacher hölzerner Geschosstreppe und großformat. Steinplatten im Eingangsbereich (schwarz-weiß, in Schachbrettmuster diagonal verlegt). In Zusammenhang mit der gesamten Häuserreihe am Glockhammer wichtiges Zeugnis der Stadtbaugeschichte, erhaltenswert insbesondere aus städtebaulichen Gründen. | Ende 18. Jh.          | 26.10.1993       | 1/204 (1/211)          |
| Wohnhaus                                                                  | Wohnhaus                                                                  | Innenstadt Glockhammer 55 Karte                             | Um 1875 erbaut (im Kern möglicherweise älter); Teil einer kleinteiligen Reihenbebauung, die dem Verlauf der Immunitätsmauer des ehemaligen Benediktinerklosters St. Quirin folgt; 2-geschossig in 2 Achsen, Satteldach, Hauseingang in der rechten Achse; sparsam gestaltete Putzfassade, glatter leicht vorspringender Sockel, breite Haustürrahmung, kräftige einfache Fensterbänke, Dachgesims; Tür mit Oberlicht original, Fenster erneuert. Als Teil einer geschlossenen Häuserzeile wichtiges Zeugnis der Stadtbaugeschichte, erhaltenswert aus architekturgeschichtlichen, aus wissenschaftlichen, insbesondere stadtentwicklungsgeschichtlichen Gründen, sowie aus ortsgeschichtlichen und stadtbildprägenden Gründen. | Um 1875               | 09.01.1997       | 1/245 (1/212)          |
| Wohnhaus                                                                  | Wohnhaus                                                                  | Innenstadt Glockhammer 57 Karte                             | Um 1875 erbaut (im Kern möglicherweise älter); Teil einer kleinteiligen Reihenbebauung, die dem Verlauf der Immunitätsmauer des ehemaligen Benediktinerklosters St. Quirin folgt; 2-geschossig in 2 Achsen, Satteldach, Hauseingang in der rechten Achse; Einfache Putzfassade, die ursprünglichen kräftigen Fensterbänke durch neue schmale ersetzt, Haustür mit Oberlicht, Dachgesims; Tür und Fenster erneuert. Als Teil einer geschlossenen Häuserzeile wichtiges Zeugnis der Stadtbaugeschichte, erhaltenswert aus architekturgeschichtlichen, aus wissenschaftlichen, insbesondere stadtentwicklungsgeschichtlichen Gründen, sowie aus ortsgeschichtlichen und stadtbildprägenden Gründen. | Um 1875               | 09.01.1997       | 1/246 (1/213)          |
| Kirche Marienberg                                                         | Kirche Marienberg                                                         | Innenstadt Glockhammer 58–60 Karte                          | Ehem. Kirche der 1439 von Aleidis vanme Stade begründeten und 1802 aufgelösten Niederlassung (Kanonie) von Regulierten Chorfrauen. Heutige Bezeichnung Marienbarg (mons beatae Mariae) seit 1464 nachweisbar. Kirche: 1462 (ein Jahr nach dem Tod der Klosterstifterin) anstelle der ursprünglichen Hauskapelle auf den Titel Mariae geweiht. 1586 durch den Großen Stadtbrand schwer beschädigt, in den folgenden Jahren weitgehend neu errichtet, 1607 durch den Kölner Weihbischof Kripan erneuert konsekriert. 1805 bis 1906 evangelische Gemeindekirche. 1888 umfassende Restaurierungen (neue Orgelbühne und Grisaillefenster). Seit 1911 katholische Kloster- und Schulkirche. 1944 bis auf die Umfassungsmauern zerstört; 1953/54 Wiederaufbau nach dem Entwurf der Neusser Architektin Käthe Gilges, dabei ursprüngliches Kreuzrippengewölbe durch flache Holzdecke ersetzt, an das ursprünglich einschiffiges Langhaus ein nördliches Seitenschiff angegliedert, mit darüberliegender Empore im Verband mit der erweiterten Westempore; altes Inventar verloren; Chorfenster vermauert. Backsteinbau tlw. verputzt in Verlängerungen des Klostertraktes. Straßenseitig 5 Strebepfeiler mit zwischenliegenden Spitzbogenfenstern, polygonaler Chor (5/8 -Schluss). Satteldach mit 3 Dachgauben, 8-seitiger, spitzer Dachreiter mit Glocken von 1631 und 1792. Ehem. Kloster und Schule: Gebäude 1586 durch den großen Stadtbrand schwer beschädigt, in den Folgejahren Wiederaufbau; 1685 schwere Brandschäden, danach Wiederaufbau und umfangreiche Erweiterungen. 1856 Sitz des katholischen Waisenhauses (1908 an die Rheydter Straße verlegt). Seit 1857 Niederlassung der Schwestern vom armen Kinde Jesus und Mädchengymnasium, 1877 bis 1887 während des Kulturkampfes Ausweisung der Schwestern, 1900–1912 erhebliche Erweiterung der Schule, der fast alle alten Klostergebäude zum Opfer fallen. 1944–45 Fremdarbeiterlager der Organisation Todt, Ende 1945 Wiederaufnahme des Schulbetriebes. Jetzt Mädchengymnasium und kaufmännische Berufsschule. Gebäude Glockhammer: Rest der ursprünglichen Klostergebäude, jetzt Wohntrakt der Schwestern. Eckhaus Glockhammer/Rheinstraße, 2-geschossig in 9:3 Achsen, Putzfassade, ausgebautes Dachgeschoss, Walmdach mit Dachgauben in den Fensterachsen. Die Fenster mit einfachen Werksteingewänden; barockes Mittelportal flankiert von über Eck gestellten Pilaster mit Voluten, bekrönendes Fenster, seitlich Voluten und profilierte Halbkreisbogenverdachung. Fenster (einschließlich Werksteinfassung) und Pilasterportal 1957 originalgetreu erneuert. Schulgebäude Rheinstraße: Erbaut 1928. Der straßenseitige Trakt 2-geschossig (EG mit Aula in doppelter Geschosshöhe) mit Krüppelwalmdach und übergiebeltem Zwerchhaus; hofseitiger Trakt 3-geschossig. Straßenseite Putzfassade in 7 Achsen, mit neubarocken Schmuckformen: In der stark verbreiterten linken Ache zurückgesetzter Eingang in Quaderputzeinfassung, mit Bekrönung auf Profilbalken, darüber und über Eck im Giebel je 2 übereinander stehende Fenster. Die hohen Rechteckfenster des EG mit Werksteinfassung, Sohlbänken auf Konsolen und Schlussstein. Betonung der Fassadenmitte durch Nischenfigur auf Konsole und Lampe im EG und durch Volutengiebel mit Rundfenster. Zwischen EG und OG Gurtgesims. Im OG 3 Gruppen von je 3 Rechteckfenstern, seitlich und zwischen den Fenstern Blendpilaster, über der mittleren Fenstergruppe Sprenggiebel mit seitlichen Schmuckformen. Beiderseits des Giebelhauses Dachgaube. Eingangstür und Fenster erneuert. Kirche und Schule Marienberg sind ein wichtiges Zeugnis für die Stadtgeschichte, sowohl hinsichtlich der Gebäude wie auch ihrer wechselvollen Nutzung. An ihrer Erhaltung und weiteren Nutzung besteht aus städtebaulichen sowie aus kirchen- und schulgeschichtlichen Gründen ein öffentliches Interesse. | 1439                  | 06.11.1995       | 1/243 (1/214)          |
| Wohn- und Gasthaus                                                        | Wohn- und Gasthaus                                                        | Innenstadt Glockhammer 59 Karte                             | Vor 1875 von Peter Doetsch erbaut, Teil einer Reihenhausbebauung, die dem Verlauf der Immunitätsmauer des ehemaligen Benediktinerklosters St. Quirin folgt; 2-geschossig in 6 Achsen, nach e Achsen infolge der Straßenflucht abgeknickt, Putzfassade mit historisierenden Schmuckformen; im EG Bänderputz über glatten Sockel, Wandöffnungen mit Profilumrahmung und Schlusssteinen (z. T. Kopfbüsten), Brüstungsfelder; Eingang in der rechten Achse; zwischen EG und OG Gurtgesims; im OG Rundbogenfenster mit Profilumrahmungen und Schlusssteinen; auskragendes Dachgesims; Fenster und Türen erneuert. Als Teil einer geschlossenen Häuserzeile wichtiges Zeugnis der Stadtbaugeschichte, erhaltenswert aus architekturgeschichtlichen, aus wissenschaftlichen, insbesondere stadtentwicklungsgeschichtlichen Gründen, sowie aus ortsgeschichtlichen und stadtbildprägenden Gründen. | Vor 1875              | 09.01.1997       | 1/243 (1/215)          |
| Wohnhäuser                                                                | Wohnhäuser                                                                | Dreikönigsviertel Goethestraße 2, 2a, 4 und 4° Karte        | 1928/1929 von der Neusser Gemeinnützigen Bauverein AG nach Plänen des Architekten Dominikus Heurich errichtete Eckbebauung; dreigeschossige Mehrfamilienhäuser mit hochaufragendem Walm- bzw. Satteldächern; ausgebautes Dachgeschoss; Gauben unterschiedlicher Größe; an der Ecke Bergheimer Straße/Goethestraße ein Ladenlokal, das auch heute noch als solches genutzt wird; Backsteinfassaden durch Risalite gegliedert und durch sparsame Ziegelornamentik sowie Steinputzgliederung akzentuiert; Eingangsachsen und Ecke besonders betont; Türen und Fenster z. T. original. | 1928/1929             | 20.08.1992       | 3/011 (1/216)          |
| Wohnhäuser                                                                | Wohnhäuser                                                                | Furth Gotenstraße 3–30 Karte                                | Satzung zur Unterschutzstellung des Denkmalbereiches Kolpingviertel in der Stadt Neuss Der Rat der Stadt Neuss hat am 30. Mai 1986 aufgrund des § 5 des Gesetzes zum Schutz und zur Pflege der Denkmäler im Lande Nordrhein-Westfalen (Denkmalschutzgesetz–DSchG) vom 11. März 1980 (GV. NW, S. 226), zuletzt geändert durch Gesetz vom 6. November 1984 (GV. NW, S. 663), diese Satzung beschlossen: § 1 Anordnung der Unterschutzstellung Der in § 2 beschriebene Bereich des Kolpingviertels wird hiermit als Denkmalbereich gemäß § 5 des Denkmalschutzgesetzes NW unter Schutz gestellt. § 2 Räumlicher Geltungsbereich Der Denkmalbereich umfasst die folgenden Straßen bzw. Straßenabschnitte mit den angrenzenden Hausgrundstücken: - die Frankenstraße in dem Abschnitt zwischen den Hausgrundstücken Nrn. 24–58 (Nordseite) bzw. den Hausgrundstücken Nr. 31–59 (Südseite), - die an der Fuhrter Straße gelegenen Hausgrundstücke Nrn. 112–120 (nicht die Straßenfläche der Further Straße), - die Gotenstraße, ohne das Hausgrundstück Nr. 30, - die Kettelerstraße, - die Kolpingstraße, - die Römerstraße in dem Abschnitt zwischen den Hausgrundstücken Nrn. 50–68 (Ostseite) bzw. den Hausgrundstücken Nrn. 49–69 (Westseite) sowie zusätzlich die Hausgrundstücke Nrn. 71–79, - die am Weissenberger Weg gelegenen Hausgrundstücke Nrn. 59–83 und 125–129 (nicht die Straßenfläche des Weissenberger Weges). Die Grenzen des Denkmalbereiches sind in dem im Maßstab 1 : 2000 hergestellten Plan schwarz umrandet dargestellt, der als Anlage 1 dieser Satzung als deren Bestandteil beigefügt ist. § 3 Sachlicher Geltungsbereich Mit dieser Satzung wird das historische Stadtbild des Kolpingviertels unter Schutz gestellt. Das geschützte Stadtbild wird bestimmt durch die Straßenführung (Stadtbildgrundriss), durch den teilweise überkommenen Baumbestand im Straßenraum, und durch die aus der Entstehungszeit erhaltenen ursprüngliche Bausubstanz der im Straßenraum sichtbaren Gebäudeteile. Einzelheiten dazu sind dem im Maßstab 1 : 2000 hergestellten Plan „Bausubstanz der Gebäudefronten“ und der zugehörigen Fotodokumentation zu entnehmen, die als Anlage 2 dieser Satzung als deren Bestandteil beigefügt sind. § 4 Erlaubnispflichtige Maßnahmen In dem festgesetzten Denkmalbereich Kolpingviertel sind Maßnahmen gemäß § 9 des Denkmalschutzgesetzes NW erlaubnispflichtig. Die Vorschriften des Denkmalschutzgesetzes finden Anwendung. § 5 Begründung Das in den Grenzen des Denkmalbereichs gelegene Wohngebiet beiderseits der Kolpingstraße steht als Zeugnis früherer genossenschaftlicher Siedlungstätigkeit in Neuss. Der nach 1871 einsetzende wirtschaftliche Aufschwung brachte mit dem Ausbau des Hafens und der Ansiedlung neuer Industriebetriebe einen starken Zustrom von Arbeitskräften, für die preiswerte und familiengerechte Wohnungen möglichst in Betriebsnähe zu schaffen waren. Dieser Aufgabe nahm sich in Neuss u. a. die 1901 gegründete Arbeiterwohnungs-Genossenschaft eGmbH an, die die Flächen zwischen Further Straße und Weissenberger Weg erwarb und unter Heranziehung namhafter Neusser Architekten abschnittsweise bebaute. 1903 entstanden die ersten Häuser an der Kolpingstraße als Hauptachse des neuen Siedlungsgrundrisses. Bis zum Ersten Weltkrieg waren auch die davon abzweigenden Straßen weitgehend bebaut. In den 20er und 30er Jahren wurden noch einige Baulücken insbesondere an den Rändern der neuen Siedlung geschlossen und der Baublock zwischen Römerstraße und Weissenberger Weg errichtet. Das Erscheinungsbild der Siedlung besitzt auch heute noch seine alte Homogenität, die sich in der Straßenführung und in der Formensprache der Fassaden weitgehend erhalten hat. Den bis zum Ersten Weltkrieg bebauten Bereich prägen zweieinhalbgeschossige Zweifamilienhäuser mit abwechslungsreich gestalteten Fassaden aus Sichtbackstein, geschlämmten Backstein oder Putzflächen, häufig mit großen straßenseitigen Giebeln. Die späteren Bauten der 20er und 30er Jahre sind als meist dreigeschossige Mehrfamilienhäuser mit Sichtbacksteinfassaden eher einheitlich und zurückhaltender gestaltet. Die nach Zerstörungen im Zweiten Weltkrieg in den 50er Jahren wiederaufgebauten Häusern insbesondere am Nord- und Südrand der Siedlung sind in ihrem äußeren Erscheinungsbild dem alten Baubestand verhältnismäßig gut angepasst. An einigen Stellen ist das historische Erscheinungsbild der Siedlung durch gestalterisch unbefriedigende Modernisierungen einzelner Häuser und Ersatzbauten aus neuerer Zeit stärker gestört. Bei künftigen Veränderungen ist insoweit eine bessere Einpassung anzustreben. Das Kolpingviertel ist als Dokument des genossenschaftlichen Arbeiterwohnungsbaus im ersten Drittel dieses Jahrhunderts ein wichtiges Zeugnis der sozialen und städtebaulichen Entwicklung von Neuss. An der Erhaltung dieses Wohngebietes in seinem überkommenen historischen Erscheinungsbild besteht daher ein öffentliches Interesse, dem mit dieser Satzung Rechnung getragen wird. Die für die vorstehende Begründung maßgebliche gutachterliche Stellungnahme des Landschaftsverbandes Rheinland–Rheinisches Amt für Denkmalpflege–vom 25. November 1985 ist dieser Satzung nachrichtlich als Anlage 3 beigefügt. § 6 Inkrafttreten Diese Satzung tritt mit dem Tage nach ihrer öffentlichen Bekanntmachung in Kraft. |                       |                  | Kolpingviertel (1/217) |
| Bildstock                                                                 | Bildstock                                                                 | Speck Grafenstraße/Harbernusstraße Karte                    | 1743 (auf der Metall-Nischentür inschriftlich datiert). In neu gestalteter Anlage ca. 2,50 m hoher, aus Sandsteinblöcken gearbeiteter, restaurierter Aufbau: Auf ringsum vorstehendem, querrechteckigem Sockel schmalerer Schaftblock mit Inschrift auf der Vorderseite: DIE-HERLICHKEIT-HELPENSTEIN-HAT-DIESE STATION-AUFREICHTEN-LASEN-UND WEIRT-UNSERE-JAHRLICHE-GOTTES DRAGT-DEN-SEGEN-DAR-AN-GEGEBEN ÜBER-DIE-GANZE-GEMEINTEN-UND BIT-FUR-UNS-OHL- JOSEF-WOLTHARDER 1743 und wulsartigen Abschluss; der Mittelblock mit stufig gerahmter, mit einer gestanzten Metalltür verschlossenen Rechtecknische; stark beeinträchtigter Inschriftrest auf dem Sturzbalken; darüber mehrfach gestuftes, weit ausladendes, übergiebeltes Kranzgesims; neues Metallkreuz. Das Objekt ist bedeutend für die Geschichte des Menschen als anschaulich erhaltenes schlichtes Zeugnis der Volksfrömmigkeit. Für die Erhaltung des Wegekreuzes liegen neben dem öffentlichen Interesse wissenschaftliche, insbesondere ortsgeschichtliche und volkskundliche Gründe vor. | 1743                  | 30.03.2006       | 7/018 (1/218)          |
| Verwaltungsgebäude                                                        | Verwaltungsgebäude                                                        | Barbaraviertel Graf-Landsberg-Straße 1 Karte                | 1929 fertiggestellt nach Plänen des Architekten Fritz Hildebrand, Düsseldorf; 3-geschossiger Backsteinbau mit 4-geschossigem Mittelteil in 4 Achsen, die Seitenflügel in je 4 Achsen, hohes abgewalmtes Ziegeldach; 3 Schauseiten mit gekanteter Pilastergliederung; an der Rückseite später eingefügter Balkon, Hauptfassade mit kräftigem Sohlbankgesims aus Kunstsandstein im EG, sparsam eingefügte Backsteinornamentik, Portalumrahmung ebenfalls in Kunstsandstein; kräftiges Dachgesims; innen ein Treppenhaus aus Kunststein mit Holzgeländer original, ein zweites Treppenhaus durch Fahrstuhleinbau Ende der 60er Jahre verändert. Fenster und Türen erneuert. Als qualitätvolles Beispiel einer traditionalistischen Verwaltungsbau der 20er Jahre mit expressionistischen Details, insbesondere aus architektur- und ortsgeschichtlichen Gründen erhaltenswert. | 1929                  | 03.04.1992       | 2/010 (1/219)          |
| Wohn- und Geschäftshaus                                                   | Wohn- und Geschäftshaus                                                   | Innenstadt Hafenstraße 66 Karte                             | 1898/99 erbaut von Wilhelm Metzer nach eigenem Entwurf, 3-geschossig in 4 Fensterachsen mit sehr hohem, ausgebautem Mansarddach; an der Hofseite 3-geschossiger Anbau in 7 Achsen mit Pultdach. Die straßenseitige Fassade aus gelben Backsteinen, Tür- und Fensterrahmungen aus verputzten neurenaissance-Schmuckformen. Im EG ursprünglich eine Eingangstür an der rechten Achse, 1984/85 durchbrochene zweite Eingangstür, damals wohl Ersetzung der alten Tür und Fenster durch neue aus Aluminium. Im 1. und 2. OG originale profilierte Fensterrahmen und Balkontür. Im 1. OG an beiden mittleren Achsen 3-seitiger Erker (halbes Sechseck); der Erker ruht auf einem Akanthusblatt-Halbkapitell mit 4 vorgetäuschten Wasserspeiern. Auf dem Erker ein Balkon mit schmiedeeisernem Geländer, reiches Rankwerk. Über den 2. OG ein 2 Achsen breiter Giebel mit Kartusche und Initialen MW, im Dach darüber geschwungener, hoher Giebel mit Beschlagwerk und 2 zusammengezogenen Fenstern. Beiderseitig je 1 Zwerchhaus über vorkragender Galerie auf Konsolen. Fast unveränderter Neurenaissancebau mit reich gegliederter Fassade. Als einen noch vorhandenen Gelände der wilhelminischen Stadterweiterung im Bereich Hafenstraße aus stadtbaugeschichtlichen Gründen erhaltenswert. | 1898/99               | 20.08.1992       | 2/173 (1/220)          |
| weitere Bilder                                                            | Linksrheinische Vorlandbrücke und Brückentürme                            | Hafengebiet Hammer Eisenbahnbrücke Karte                    | Teilbeschreibung: Als „König-Wilhelm-Eisenbahnbrücke“ 1868–70 von der Bergisch-Märkischen Eisenbahngesellschaft für 2-gleisigen Bahnbetrieb erbaut; teilweise umbaut 1913 in Anpassung an die ehem. Parallelbrücke von 1910–12 rd. 386 m lange linksrheinische Vorlandbrücke, Pfeiler und flache Segmentbogengewölbe aus Backstein. tlw. mit Werksteinvorsätzen, Brückenseiten mit durchlaufenden Balustergeländer und Kranzgesims über Rundbogenfries, Bögen durch knappe Gesimse betont. Gliederung in 4 Abschnitte: Widerlagerbauwerk über Hochwasserdamm, mit mittlerem Wegdurchlaß (Halbkreisgewölbe) und seitlich risalitartig vorgezogenen Mauerteilen. 1. Brückenabschnitt in 6 Gewölbejochen auf schmalen Zwischenpfeilern, Abschlusspfeiler verbreitert 2. Brückenabschnitt wie vor, jedoch nur 5 Gewölbejoche 3. Brückenabschnitt wie vor, jedoch nur 4 Gewölbejoche, 1913 durch Stahlgitterträger ü. 2 Felder ersetzt. 4. Brückenabschnitt in 2 Gewölbejochen auf verbreiterten und seitl. hochgezogenen Pfeilern. Für das Werk aus der Frühzeit des Großbrückenbaus im 19. Jahrhundert sind die Portale zwischen Duisburg im Norden und Köln im Süden einzigartig. Die Vorlandbrücken und Brückentürme sind insofern ein einzigartiger prägender Bestandteil der Niederrhein-Landschaft zwischen Düsseldorf und Neuss. | 1868–70               | 16.04.1987       | 5/001 (1/221)          |
| weitere Bilder                                                            | Stadtmauerreste Bogen 1 und 2                                             | Innenstadt Hamtorplatz / Hamtorwall Karte                   | Reste der 2-zügigen m.a. Stadtmauer des 13. Jh. aus Basalt, Tuff und Backstein, teilweise stark restauriert. Äußerer Mauerzug zum Erftmühlengraben mit 2 Bastionen und abgetreppten Stützpfeilern. Vom inneren Mauerzug sind nur 2 freistehende Stützbögen des ehem. Wehrgangs erhalten, die 1961 bei Gebäudeabbrüchen freigelegt und restauriert wurden. Sie waren an eine ältere Mauer aus Tuff und Gußwerk mit Trümmerbrocken gebaut, die nicht erhalten werden konnte. Von der die m.a. Stadt prägenden Befestigungsanlage sind kaum noch sichtbare Reste vorhanden. Die Reste am Hamtorwall dokumentieren als einzige den Zusammenhang von Mauer, Wall und Graben und sind trotz ihres fragmentarischen Charakters und starker Restaurierungen aus wissenschaftlichen und städtebaulichen Gründen als Baudenkmal einzustufen. | 13. Jahrh.            | 24.10.1988       | 1/141 (1/222)          |
| Wohnhaus (Fassade)                                                        | Wohnhaus (Fassade)                                                        | Innenstadt Hamtorstraße 1/3 Karte                           | 1891/95 von Ludwig Schiffer anstelle zweier älterer Häuser erbaut, Architekt Wilh. Fasbender; Backstein-Putzfassade in Neurenaissance-Schmuckformen; 3-geschossig in 4 Achsen, Mansarddach; über breitem Gurtgesims im 1. OG Fenster mit Rundbogenverdachung und Kämpfergesims, im 2. OG Gesimsbekrönungen, am Dach Klötzchenfries und Konsolengesims, in der Dachzone drei reich verzierte Giebelhäuschen, das mittlere größer mit zweigeteiltem Fenster; 1979/80 Innenausbau, Dachgeschossausbau und Modernisierung, Anbau eines Treppenhauses; EG mit ehem. Ladenlokal in den Passagenneubau einbezogen, Pilasterrahmung des ehem. Hauseingangs erhalten, Fenster Originalzustand (Holzrahmen mit verziertem Fensterkreuz ohne Sprossenteilung). | 1891/95               | 06.01.1986       | 1/067 (1/223)          |
| Wohn- und Geschäftshaus                                                   | Wohn- und Geschäftshaus                                                   | Innenstadt Hamtorstraße 2 Karte                             | Erbaut 1912 von Adam Viehmann anstelle zweier älterer Häuser, Architekt Carl Schaumburg. 3-geschossiges Wohnhaus mit Ladenlokal im EG, traufständig in geschlossener Reihe, ausgebautes Mansarddach. Straßenseitige Putzfassade in 4 Achsen, gestaltet in den Stilformen der Neuen Sachlichkeit. Im EG auf schmalem Sockel Schaufenster mittig über 2 Achsen; in den Außenachsen links Ladentür, rechte Aschen; in den Außenachsen links Ladentür, rechts Hauseingangstür, Wandpfeiler ursprünglich vermutlich Streifenputz; oberer Abschluss durch Gurtgesims. Die OG mit durchlaufenden Wandpfeilern in der Art von Kolossalpilastern zusammengefasst, wie Brüstungsflächen in Glattputz; schmale Rechteckfenster mit Sohlbank und leicht zurückgesetzter Rahmung. Kräftig vorspringendes schmales Traufgesims. Im Dach breite Schleppgaube (ursprünglich vermutlich Fledermausgaube). Oberlichtzone der Ladentür verändert (wandbündig geschlossen); Türen und Schaufenster erneuert, Fenster im OG original. Die Hamtorstraße ist im vorderen Abschnitt durch gründerzeitliche Bebauung geprägt. Das Haus Nr. 2 zeigt als Besonderheit die Stilformen der Neuen Sachlichkeit. An der Erhaltung und Nutzung besteht aus ortsbaugeschichtlichen und städtebaulichen Gründen ein öffentliches Interesse. | 1912                  | 20.11.1995       | 1/225 (1/224)          |
| Wohnhaus                                                                  | Wohnhaus                                                                  | Innenstadt Hamtorstraße 6 Karte                             | Nach 1904 erbautes 3-geschossiges Wohnhaus mit Mansarddach, hofseitig 2-geschossiger Anbau mit Pultdach. Straßenseitige Backstein-Putzfassade mit historisierenden Schmuckformen, in 3 Achsen gegliedert. Im EG rechte breite Hofeinfahrt über 2 Achsen, in der linken Achse zurückgesetzter Hauseingang; die schmales Wandstück in Bänderputz über knappem Steinsockel, abschließendes Gurtgesims. Wandflächen der OG in gelbem Backstein; die Rechteckfenster auf durchlaufenden Sohlbankgesimsen. Fenster des 1. OG mit aufwändig gegliederter Rahmung, seitlich anschließend Putzbänder und Gesimsverdachung auf Konsolen, unter dem Sohlbankgesims gerahmtes Putz Feld; darüber unmittelbar anschließendes Konsolgesims. verschiefertes Mansarddach mit 3 Gauben in den Fensterachsen (oberer Abschluss ursprünglich halbkreisförmig). Hauseingangstür original, Fenster in Anlehnung an die originale Teilung erneuert. | nach 1904             | 16.09.1994       | 1/212 (1/225)          |
| Wohnhaus mit Ladenlokal                                                   | Wohnhaus mit Ladenlokal                                                   | Innenstadt Hamtorstraße 8 Karte                             | 2. Hälfte des 19. Jh. erbautes, 3-geschossiges Wohnhaus, im EG Ladenlokal, traufständig. Satteldach mit hohem Drempel zur Straßenseite; hofseitig 2-geschossiger Anbau mit Pultdach. Straßenseitige Putzfassade in spätklassizistischer Gestaltung, in 3 Achsen gegliedert. Im EG knapper Steinsockel mit abschließendem Gesims; zurückgesetzter Hauseingang in der rechten Achse; Schaufenster mit Ladeneingang (anstelle der ursprünglichen Fenster wie in den OG) von 1919, erneuert 1965, dsgl. Wandflächen in rau und glatt alternierendem Streifenputz, abgeschlossen durch ein knappes Gurtgesims. Wandflächen der OG in Glattputz; die Rechteckfenster mit umlaufenden Profilrahmung, im 1. OG auf durchlaufenden Sohlbankgesims, im 2. OG auf einfachen Sohlbänken. Unter dem weit auskragenden, mit Klötzchenfries und Konsolen verziertem Dachgesims 3 quadratische Wandöffnungen in den Fensterachsen auf durchlaufendem Sohlbankgesims. Hauseingangstür und OG Fenster original. | 2. Hälfte 19. Jh.     | 16.09.1994       | 1/213 (1/226)          |
| Wohnhaus                                                                  | Wohnhaus                                                                  | Innenstadt Hamtorstraße 21 Karte                            | 1888/89 von Wilhelm Roßelnbroich erbaut, Architekt Wilhelm Schnitzler; mit der Ostseite z. T. an Haus Nr. 19 angrenzend, sonst freistehend; Bachstein-Putzfassade mit klassizistischen Schmuckformen, 2-geschossig in 5:3 Achsen, Mezzanin, Walmdach; Wandöffnungen im EG und OG mit geradem Abschluss; an den seitlichen Fassaden überwiegend Blendfenster; Glattputzsockel; EG in Quaderputz, Fenster mit Sohlbank, Brüstungsfeld (Diamantquader) und aufwändigem Schlussstein im Sturz; zurückgesetzter Eingang in der Mittelachse, Pilasterrahmung mit reich verziertem Gebälk auf Kapitellen; im OG Backstein, zwischen verkröpftem Gurtgesims und verkröpftem Sohlbankgesims seitl. je 1. Diamantquader, restliche OG seitlich durch Putzquader eingefasst, unter den gerahmten Fenstern verzierte Brüstungsfelder, unter dem mit Pilastern gerahmten Mittelfenster Balustrade, von einem aufwändigen Schmuckmotiv gesprengte Rundbogenverdachung auf Gebälk, in den seitlichen Achsen durch ein Vasenmotiv gesprengte Dreiecksgiebelverdachung auf Gebälk, in Höhe der Stürze horizontales Putzband, an den seitlichen Fassaden keine Brüstungsfelder, weniger aufwändige Segmentbogenverdachung der Fenster, Putzbänder und -medaillons auf den zwischenliegenden Wandflächen; im Mezzanin in jeder Achse je 2 Flachbogenfenster auf durchlaufenden Sohlbankgesims, dazwischen gerahmte Putzfelder, weit auskragendes Dachgesims. | 1888/89               | 09.07.1990       | 1/153 (1/227)          |
| Wohnhaus                                                                  | Wohnhaus                                                                  | Innenstadt Hamtorwall 44 Karte                              | Ende 19. Jh. erbaut. 3-geschossiges Wohnhaus mit Mezzaningeschoss/Satteldach, hofseitiger Anbau 2-geschossig mit Pultdach. Straßenseitige Backstein-Putz-Fassade, 3-achsig mit historisierenden Schmuckformen. Im EG über Glattputzsockel Bänderputz (alternierend in Rau- und Glattputz), in der linken Achse zurückgesetzter Hauseingang mit Treppenstufen, über den Wandöffnungen trapezförmiger Schlussstein in Rauputz, abschließendes Gurtgesims. In den OG Sichtbackstein, horizontaler Bänderputz in Höhe der Sohlbänke und der Fensterbekrönungen, sämtliche Fenster gerahmt. Im 1. OG Brüstungsfelder mit reich verzierten Girlanden, profilierte Dreiecksgiebelverdachung mit eingeschriebenem Kreis auf Gebälk; in der linken Achse Fenstertür und Balkon mit schmiedeeisernem Gitter. Im 2. OG Sohlbänke auf Konsolen, Gebälkverdachung auf Konsolköpfen, darüber bogenförmig angeordnete Schlusssteine in Glattputz. Mezzaninzone in Glattputz, kleine quadratische Fenster von Pilastern und Kapitellen flankiert, seitliche Pilasterabschlüsse; Klötzchenfries unter auskragendem Konsolgesims. Tür mit Oberlichtteil und Fenster denkmalverträglich erneuert. | Ende 19. Jh.          | 26.04.1993       | 1/191 (1/228)          |
| Wohnhaus                                                                  | Wohnhaus                                                                  | Innenstadt Hamtorwall 46 Karte                              | Ende 19. Jh. erbaut. 3-geschossiges Wohnhaus mit Mezzaningeschoss/Satteldach, hofseitiger Anbau 2-geschossig mit Pultdach. Straßenseitige Backstein-Putz-Fassade, 3-achsig mit historisierenden Schmuckformen. Im EG über Glattputzsockel Bänderputz (unteres Band in Rauputz, sonst glatt) bis zur Höhe der Wandöffnungen, mit abschließend kapitellartigen Gesims; darüber durchlaufendes, von Gesimsen eingefasste Glattputzfläche, als typisches Gestaltungselement für Beschriftungszonen, Hauseingang mit Treppenstufen in der rechten Achse, Fenster mit Sohlbänken. In den OG Sichtbackstein, Fenster mit reich verzierten Putzrahmung und Verdachung auf Gebälk. Im 1. OG Brüstungszone zwischen Gurtgesims und durchlaufenden Verkröpftem Sohlbankgesims in Putz, unter den Fenstern Brüstungsflächen mit Girlanden, seitlich Pilaster mit knaufartigen Aufsatz über Sohlbankgesims; segmentbogige Fensterverdachung mit reich verziertem Innenfeld. Fenster des 2. OG mit Sohlbänken auf Konsolen über dem Gurtgesims; Fensterverdachung stark ruinöses Mezzanin mit kleinen gekoppelten Fenstern über durchlaufenden rudimentären Sohlbankgesims; auskragendes Dachgesims. Tür und Fenster erneuert. | Ende 19. Jh.          | 26.04.1993       | 1/192 (1/229)          |
| Wohnhaus                                                                  | Wohnhaus                                                                  | Innenstadt Hamtorwall 48 Karte                              | Ende 19. Jh. erbaut. 3-geschossiges Wohnhaus mit Mezzaningeschoss/Satteldach, hofseitiger Anbau 2-geschossig mit Pultdach. Straßenseitige Backstein-Putz-Fassade, 3-achsig mit historisierenden Schmuckformen. Im EG über Glattputzsockel Bänderputz bis zur Höhe der Wandöffnungen; über den Wandöffnungen durchlaufendes, von Gesimsen eingefasste Glattputzfläche als typisches Gestaltungselement für Beschriftungszonen, Hauseingang mit Treppenstufen in der linken Achse. In den OG Sichtbackstein, Fenster mit Putzrahmung, Brüstungsfelder und Verdachung. Im 1. OG durchlaufendes verkröpftes Sohlbankgesims, die Brüstungsfelder mit Masken und Ornamenten verziert und von Pilastern gerahmt; Gebälk der Fensterverdachung ruinös. Brüstungsfelder im 2. OG mit Früchtegirlanden verziert, Fenster mit Dreiecksgiebelverdachung, breites Putzband zwischen den Fenstern in Kämpferhöhe. Wandflächen der Mezzaninzone über Gurtgesims in Putz mit flachen Quadern, umrahmt gekoppelte Fenster. Auskragendes Dachgesims, Klötzchenfries. Tür und Fenster erneuert. | Ende 19. Jh.          | 21.07.1993       | 1/193 (1/230)          |
| Wohnhaus                                                                  | Wohnhaus                                                                  | Innenstadt Hamtorwall 50 Karte                              | Ende 19. Jh. erbaut. 3-geschossiges Wohnhaus mit Mezzaningeschoss/Satteldach, hofseitiger Anbau 2-geschossig mit Pultdach. Straßenseitige Backstein-Putz-Fassade, 3-achsig mit historisierenden Schmuckformen. Im EG über Glattputzsockel Bänderputz bis zur Höhe der Fensterbrüstungen; darüber Quaderputz, über den Wandöffnungen als schlusssteinartiger Diamantquader; Hauseingang mit Treppenstufen in der rechten Achse, Fenster mit Sohlbänken, abschließendes Gurtgesims. In den OG Sichtbackstein, Fenster mit Putzrahmung. Im 1. OG Brüstungszone unter durchlaufendem verkröpftem Sohlbankgesims in Putz, die Fenster mit gerahmten Brüstungsfeldern und Rundbogenverdachung, Innenfelder jeweils mit reichem Ornamentschmuck in der Mittelachse Balkon; zwischen den Fenstern über Sohlbankgesims und in Kämpferhöhe jeweils breites Putzband. Fenster im 2. OG mit durchlaufenden Sohlbankgesims auf Konsolen, als Fensterbekrönung Festons auf Glattputzflächen. In der Mezzaninzone kleinere quadratische Fenster mit Putzrahmung. Auskragendes Dachgesims. Tür und Fenster erneuert. | Ende 19. Jh.          | 21.07.1993       | 1/194 (1/231)          |
| Wohnhaus                                                                  | Wohnhaus                                                                  | Innenstadt Hamtorwall 54 Karte                              | Erbaut 1889 von Joseph Stürmann, Architekt Wilhelm Schnitzler. 3-geschossiges Wohnhaus mit Mezzaningeschoss/Satteldach, hofseitiger Anbau 2 ½-geschossig mit Pultdach. Straßenseitig 3-achsige Putz-Fassade mit historisierenden Schmuckformen. Sämtliche Wandöffnungen mit Stichbogen, Fenster der OG gerahmt. EG in Bänderputz über Glattputzsockel; in der rechten Achse zurückgesetzter Hauseingang mit Treppenstufen; Fenster mit Sohlbänken, darunter Brüstungsfelder mit gerahmten Diamantquader; abschließend Gurtgesims. Fenster des 1. OG auf durchlaufenden Sohlbankgesims, darunter gerahmte Brüstungsfelder; zwischen den Fenstern 3 flache breite Gesimsbänder; seitliche Fenster mit Gebälkverdachung auf Konsolen, Mittelfenster mit Halbkreisbogenverdachung, gesprengt von einem Vasenmotiv auf dem Schlussstein. Im 2. OG durchlaufendes Sohlbankgesims, auf Konsolen in Verlängerung der seitlichen Fensterrahmungen; zwischen den Fenstern 2 flache breite Gesimsbänder; in den Fensterscheiteln Schlusssteine, am Mittelfenster größer und mit aufgesetzter Kugel. Abschließendes Gurtgesims zugleich durchlaufendes Sohlbankgesims der Mezzaninfenster. Weit auskragendes Dachgesims auf Zahnschnittfries. Tür mit Oberlichtteil original, großflächige Fenster neu. | 1889                  | 30.12.1992       | 1/190 (1/232)          |
| Pfarrhaus                                                                 | Pfarrhaus                                                                 | Holzheim Hauptstraße 4 Karte                                | Pfarrhaus der kath. Pfarrgemeinde St. Martinus erbaut 1792 als Wohnhaus (Typus „Querdielenhaus“) eines Bauernhofes. 2-geschossiger Winkelbau mit 2 ½ Achsen, Backstein geschlämmt, Haupttrakt mit Satteldach, Anbau mit Walmdach. An der Südseite Baujahreszahl 1792 mit Maueranker. Sämtliche Wandöffnungen mit scheitrechtem Sturz, Tür und Oberlichtfeld in Holzblockrahmen, 2-geteiltes Türblatt mit barocken Zierformen, Holzschnitzwerk des Oberlichtes wiederholt Baujahreszahl. Fenster originalgetreu erneuert. Im Hausinneren Treppen und Türen original; in der Diele des EG seitlich 2 Wandpfeiler mit profilierter Auskragung unter der Decke, vermutlich Reste eines Kamins. Das Pfarrhaus ist ein bedeutendes Zeugnis für die Ortsgeschichte von Holzheim. Für seine Erhaltung und Nutzung bestehen wissenschaftliche, volkskundliche und städtebaulichen Gründe. | 1792                  | 03.09.1992       | 7/005 (1/233)          |
| Lyrmanns Hof                                                              | Lyrmanns Hof                                                              | Neuss-Holzheim Hauptstraße 15 Karte                         | Mitte des 19. Jh. neben der Pfarrkirche an Stelle eines älteren Hofes erbaute geschlossene, vierflügelige Hofanlage aus Backstein, z. T. geschlämmt; an der Südecke 2-geschossiges Wohnhaus in 3:4 Achsen mit Satteldach; an den Ecken Lisenen, breites Fries unter der Traufe, treppenförmiges Fries am Giebel, hochrechteckige Sprossenfenster, im OG an ländlichen Gebäuden seltene Rundbogenfenster mit ornamental verzierten Oberlichtern, Eingang hofseitig; Scheune um 1910 neu errichtet; 1891 Ladeneinbau im ehemaligen Stallgebäude an der Hauptstraße. Bedeutendes Zeugnis der Ortsgeschichte, erhaltenswert insbesondere aus volkskundlichen und städtebaulichen Gründen. | Mitte 19. Jahrh.      | 30.12.1992       | 7/001 (1/234)          |
| Wohnhaus                                                                  | Wohnhaus                                                                  | Innenstadt Hermannsplatz 14 Karte                           | 1908 errichtet, Bauherr Heinrich Moser, Architekt Klaus Röhlinger; 2-geschossig in 2 Achsen, Mansarddach, ausgebautes Dachgeschoss, in der linken Achse Dachhaus mit geschweiftem Giebel mit Baujahreszahl; Haustein-/Putzfassade in Jugendstilschmuckformen; Eingangstüre in der rechten Achse, rechteckige Wandöffnungen, über Sockel in Basaltlava Erdgeschoss in rotem Sandstein, übrige Fassade in Rauputz mit Sandsteingliederung; Fensteröffnungen mit profilierter Sandsteinrahmung, Haustür und begleitendes kleines Flurfenster mit repräsentativer Portalrahmung, geschweifte Verdachung; Haustür und Fenster der Treppenhausachse original; im Inneren zahlreiche originale Details wie Marmor-Fußboden und -Wandverkleidung im Eingang, Treppenhaus, Türen; Rückseite z. T. verändert. | 1908                  | 13.01.2004       | 1/352 (1/235)          |
| Wohnhaus                                                                  | Wohnhaus                                                                  | Innenstadt Hesemannstraße 17–17a Karte                      | 1935 vom Neusser Gemeinnützigen Bauverein an der Ecke zur Breite Straße als Bestandteil der geschlossenen Baugruppe von 6 Mietwohnhäusern erbaut, Architekt Eugen Engels; Backsteinfassade mit Hartzementgewänden; 4-geschossig in 4:6 Achsen; Eckbaukörper mit Flachdach, erhöht und leicht zurückversetzt mit über Eck gestellten Fenstern, Fenster durch Gesimse zu Bändern zusammengefasst, neue zweiteilige Fenster. (Kunststoffrahmen ohne Sprossenteilung). Wichtiges Zeugnis der Stadtbaugeschichte, erhaltenswert insbesondere aus städtebaulichen Gründen. (zusammen mit der gegenüberliegenden Baugruppe besonders gelungene Ecklösung). | 1935                  | 25.06.1985       | 1/023 (1/236)          |
| Wohnhaus                                                                  | Wohnhaus                                                                  | Innenstadt Hesemannstraße 19 Karte                          | 1930 vom Neusser Gemeinnützigen Bauverein an der Ecke zur Breite Straße als Bestandteil der geschlossenen Baugruppe von 5 Mietwohnhäusern erbaut, Architekt Dominikus Heurich; Backsteinfassade mit Hartzementgewänden; 4-geschossig in 3:4 Achsen; Eckbaukörper mit Flachdach, erhöht und leicht zurückversetzt, Fenster durchgezogenes Gurtgesims, Sohlbank- und Sturzgesims; Aluminiumtür und neue zweiteilige Fenster. (Kunststoffrahmen ohne Sprossenteilung). | 1930                  | 04.04.1985       | 1/024 (1/237)          |
| Wohnhaus                                                                  | Wohnhaus                                                                  | Innenstadt Hesemannstraße 21 Karte                          | 1930 vom Neusser Gemeinnützigen Bauverein als Bestandteil der geschlossenen Baugruppe von 5 Mietwohnhäusern erbaut, Architekt Dominikus Heurich; Backsteinfassade mit Hartzementgewänden; 3-geschossig in 3 Achsen; ausgebautes Satteldach; Eingang und hochgestelltes Fensterband in der Mittelachse, Gurtgesims; neue Aluminiumtür, neue zweiteilige Fenster. (Kunststoffrahmen ohne Sprossenteilung). | 1930                  | 04.04.1985       | 1/025 (1/238)          |
| Kehlturm                                                                  | Kehlturm                                                                  | Innenstadt Hessentordamm Karte                              | Rundturm von 12 m Durchmesser, ursprünglich Geschützbastion der mittelalterlichen Stadtmauer am Schiffslandeplatz des damaligen Rheinarms (genannt Kehl); vermutlich 2-geschossig, nur Obergeschoss teilweise über Erdreich sichtbar, oberer Abschluss Plattform auf Backsteingewölbe im Turminneren; Mauer 2 m stark, außen aus Basaltquadern, am oberen Rand umlaufendes profiliertes Gesims; nach Süden und Norden rechteckige Maueröffnungen, im Inneren in breite Nischen auslaufend (ehemalige Geschützstände); an der Ostseite im 19. Jh. gebrochene Türöffnung. Turm nach Kriegszerstörung 1944 der anschließenden ehemalige Klosterbauten 1956 teilweise freigelegt und restauriert. | unbekannt             | 30.09.1987       | 1/127 (1/239)          |
| „Alte Schule“ Holzheim                                                    | „Alte Schule“ Holzheim                                                    | Holzheim Hindenburgplatz 7 Karte                            | Das Schulgebäude wurde 1837/1838 errichtet, 1877 und 1912 erweitert. Zum Originalbestandteil des zweigeschossigen, zehnachsigen geschlämmten Backsteinbaus gehören segmentbogig eingeschnittene Fenster, steinerne Sohlbänke, zwei aufgedoppelte hohe Eingangstüren aus Holz mit Oberlichtern, die Türen mit Rauten und Halbkreisdekor, im Innern zwei alte Treppen bis ins Dachgeschoss, mit Holzstrebengeländer, Mettlacher Fußboden bzw. steingeplatteter Boden in den Fluren. Im linken Hausteil, der die Wohnung beherbergt, ein Windfang mit gesprosster, verglaster Tür. Die Raumstruktur ist nachvollziehbar. Innentüren und Zargen sind zum Teil alt. Der Erweiterungsbau von 1912 schließt rechts neben einer doppelflügeligen Holztür ab. Das dahinter liegende Treppenhaus von 1912 verbindet mit dem Altbau. Der Baukörper von 1912 ist mittig erschlossen. Links und rechts liegen die Klassenräume. Das Erdgeschoss zeigt je drei segmentbogige breite Fenster in gestuftem Gewände, das Obergeschoss je fünf schmalere Rechteckfenster. Der rückwärtige Ausgang ist risalitartig vorgezogen und übergiebelt. Zum Originalbestand gehören auch die doppelflügeligen Holztüren in gestuftem Gewände, Lavabasaltstufen, der Terrazzoflur, die Treppen und Geländer, das Parkett der Klassenräume, das gegliederte, die Mitte betonende Walmdach. Die „Alte Schule“ liegt im Ortskern von Holzheim, in Sichtachse der Martinskirche. Durch ihre Lage, die reiche Durchfensterung, die vielen Eingangstüren ist das Gelände leicht als Schulbau erkennbar. Der aus der Flucht tretende Erweiterungsbau mit gegliedertem Walmdach und breiteren Klassenfenstern ist Teil des gewachsenen Denkmals Schule, da es die Notwendigkeit einer Schulerweiterung durch stark ansteigende Schülerzahlen Anfang des 20. Jh. deutlich vor Augen führt. Die „Alte Schule“ in Holzheim ist bedeutend, da sie die Entwicklung des Schulhausbaues von der ersten Hälfte des 19. Jahrhunderts bis Anfang des 20. Jahrhunderts zeigt. Ihre Erhaltung und Nutzung liegt aus wissenschaftlichen, architektur-, sozial- und ortsgeschichtlichen Gründen im öffentlichen Interesse. | 1837/1838             | 31.07.2001       | 7/016 (1/240)          |
| Kuckhof                                                                   | Kuckhof                                                                   | Rosellen Am Alten Bach 50 (ehemals Horremer Straße 1) Karte | Geschlossene 4-flügeliger Backstein-Hofanlage an historischem Standort (erstmals erwähnt 1050), erbaut 2. Hälfte des 19. Jh. (auf dem Scheunendach in Lackziegeln Jahreszahl 1883). Der straßenseitige Ostflügel aufwändiger gestaltet: 2-geschossigees Wohnhaus in 5 Achsen, Mittelachse durch Lisenen eingefasst und übergiebelt, getreppte Seitengiebel, aufwändiges Trauf- und Ortganggesimse; anschließend 1 ½-geschossiger Stallflügel durch Lisenen und Backsteingesimse gegliedert; beidseitig vorgezogene übergiebelte Tordurchfahrt, Giebel mit aufwändigem Ortganggesims, straßenseitig seitlich und mittig Aufsätze. Nördlich und südlich Wirtschaftsflügel (tlw. mit Wohnungen) einfacher und niedriger gestaltet. Westflügel langgestreckte hohe Scheune, im Mittelabschnitt beiderseits abgeschleppte Vordächer auf Holzsäulen. Die Hofanlage ist ein bedeutendes Beispiel für den Bautypus des freigelegten landwirtschaftlichen Großbetriebes aus der Zeit vor 1900 und für die Kontinuität der Standorte großer Hofanlagen. | 2. Hälfte des 19. Jh. | 07.11.1990       | 8/007 (1/241)          |
| Wohnhaus Jesuitenturm                                                     | Wohnhaus Jesuitenturm                                                     | Innenstadt Jesuitenhof 13 Karte                             | Teilbeschreibung: Der Jesuitenturm wurde in der 1. Hälfte des 17. Jahrhunderts errichtet. Er ist dreigeschossig auf oktonalem Grundriss verputzt, und besitzt ein geschweiftes Haubendach, bekrönt von durchbrochener Wetterfahne mit den Buchstaben CT (Caspar Thywissen). An der Nordostseite des Turmes befinden sich zwei Kartuschen aus Sandstein, eine mit Ordenswappen IHS in Strahlenaureole, die zweite Inschrift „IN hoc signo praeclaro his domibus sit salus“. Beide Kartuschen sind stark beschädigt bzw. verwittert. An der Ostseite des Turmes ist eine Gedenktafel aus Sandstein eingelassen. Sie wurde 1911 angebracht und enthält Daten zur Geschichte des Platzes. Der Turm ist der Rest des ehemaligen Klosters und Gymnasiums der Jesuiten. Zwischen Ober- und Mühlenstraße und angrenzend an die Rottelsgasse befand sich von 1234 bis 1615 das Kloster der Minoriten, das die Jesuiten 1616 übernahmen. 1773 wurde der Jesuitenorden aufgehoben. 1785 kam das Kloster in Privatbesitz. 1787 wurden die Kirche und der Gebäudeflügel an der Oberstraße abgerissen. In den übrigen Gebäuden ließ sich die Industrie nieder, von 1818 bis 1836 eine Schafwollspinnerei, dann von 1839 bis 1905 eine Ölmühle. 1906 zog die Oelmühle in eine neue Anlage am Hafenbecken 1 um. Die alten Fabrikgebäude wurden abgetragen und 1911 wurden an ihrer Stelle auf dem nun Jesuitenhof genannten Grundstück unter Einbeziehung des Turmes Wohnhäuser errichtet. Im Zweiten Weltkrieg wurde die Bebauung, darunter der Turm erheblich beschädigt. 1968 wurde der Turm wiederhergestellt unter in den Neubau eines kleinen dreistöckigen Wohnhauses einbezogen. Auf jeder Etage befindet sich ein Apartment, wobei das Türmchen jeweils etagenweise als Erker eingefügt ist. Das Gebäude ist bedeutend für die Geschichte des Menschen, insbesondere die Geschichte der Städte und Siedlungen. Für die Erhaltung und Nutzung des Gebäudes liegen neben wissenschaftlichen insbesondere städtebaulichen Gründe vor, weil der Turm für die städtebauliche Struktur des historischen Bereiches Jesuitenhof unverzichtbar ist. |                       | 11.06.2007       | 1/384 (1/242)          |
| Marie-Curie-Gymnasium                                                     | Marie-Curie-Gymnasium                                                     | Furth Jostenallee 49–51 Karte                               | Teilbeschreibung: Das Gebäude wurde 1914–1916 von der Stadt Neuss für ein Königlich-Preußisches Lehrerseminar errichtet. Architekt war Stadtbaumeister Carl Sittel. Es handelt sich um einen 3-flügeligen Bau mit Fassaden aus Backstein und Kunststein bzw. Steinputz. Fehlbrände lockern das Backsteinmauerwerk auf. Die Walm- und Mansard-Dächer sind mit Schiefer gedeckt. Der Hauptflügel ist 3-geschossig in 12 Achsen. Der linke Flügel ist 2-geschossig und mit einem Zwischentrakt mit dem Hauptflügel verbunden. Der rechte Flügel wird von der ehemaligen Turnhalle gebildet. Das Gebäude ist bedeutend für die Geschichte des Menschen, insbesondere die Geschichte der Städte und Siedlungen. Für die Erhaltung und Nutzung des Gebäudes liegen neben wissenschaftlichen insbesondere städtebaulichen Gründe vor. | 1914–1916             | 20.06.2007       | 2/018 (1/243)          |
| Wohnhaus                                                                  | Wohnhaus                                                                  | Dreikönigenviertel Jülicher Straße 44 Karte                 | 1913/14 gegenüber der Dreikönigenkirche erbaut von Dr. Franz Bauer, Architekt Heinz Ingerfeld; 1938 Errichtung einer Garage und Umbau des Speicherraumes an der Rückfront; im Zweiten Weltkrieg Bombenschäden, Wiederherrichtung im alten Zustand; 2-geschossig in nicht durchgezogenen Achsen, Walmdach; Backsteinfassade in zurückhaltender Formensprache; Akzentuierung durch Giebelhaus mit Schweifgiebel und durch Erker auf segmentbogenförmigem Grundriss, im OG von Balkon mit Holzgeländer bekrönt; zurückgesetzter überdachter Eingang an der SO-Ecke; Vorgarten. Zahlreiche originale Innendetails u. a. Fenster, Türen, Fußböden, Stuckdecken, Treppenhaus, marmoner Wandsockel in der Diele, Deckenlampen im Speisezimmer, Speiseaufzug. Das Gebäude hat Bedeutung für die Geschichte des Menschen, insbesondere für die Wohn- und Lebensweise in einem Villenbau der Zeit vor dem Ersten Weltkrieg im neu entstandenen Dreikönigenviertel. | 1913/14               | 29.10.2002       | 3/061 (1/244)          |
| weitere Bilder                                                            | Dreikönigenkirche                                                         | Dreikönigenviertel Jülicher Straße 65 Karte                 | Teilbeschreibung: Erbaut 1909/11 nach Entwurf von Eduard Endler; 3-schiffige Säulenbasilika mit Querschiff, erhöhter Langchor mit polygonaler Apsis; an der Südseite des Chores angeordneter 55 m hoher quadratischer Turm, der in einer Plattform endet, Umgang mit schmiedeeisernem Gitter, auf der Plattform gemauerter achtseitiger Aufbau mit dreifach geschweifter Turmhaube. An der Südseite des Turmes anschließende Sakristei und runder Treppenturm mit Haubendach. Fassade aus Tuff- und Sandstein, Dächer mit Schieferdeckung. Im Inneren hoher Triumphbogen zur Chor; nach Kriegszerstörung 1946 Einziehung einer Hängedecke als Betonschale. Die Dreikönigskirche ist bedeutend für die Geschichte des Kirchenbaues. Die Kirche ist erhaltenswert aus wissenschaftlichen, insbesondere architekturgeschichtlichen sowie städtebaulichen Gründen. | 1909/11               | 11.05.2000       | 3/052 (1/245)          |
| Wohnhaus                                                                  | Wohnhaus                                                                  | Dreikönigenviertel Jülicher Straße 68 Karte                 | Teilbeschreibung: 1913 von J. H. Menser als Zweifamilienwohnhaus erbaut, Architekt Rudolf Medler und Gehlen; Backsteinfassade mit Basaltlavasockel, Gewände und Gesimse in Muschelkalk, 2-geschossig in 3 Achsen, Mansarddach; Mittelachse leicht versetzt, darin bogenförmiges Portal mit Pfeilerrahmung und Kugelaufsätzen, Putter und Kartusche mit Baujahreszahl über der Tür, darüber liegendes Fenster bis in den Giebel durchlaufend, in den Außenachsen Viererfenster, EG und OG mit Brüstungsfeldern zusammengefasst, großer Giebel in Neurenaissance-Schmuckformen, Gesimse in der Mittelachse unterbrochen, weitgehend erhaltener Originalzustand, 1975 Einbau einer hofseitigen Dachgaube, Tür Originalzustand, neue Fenster ohne Sprossenteilung. | 1913                  | 04.04.1985       | 3/001 (1/246)          |
| Keutenhof                                                                 | Keutenhof                                                                 | Dreikönigenviertel Jülicher Straße 70 Karte                 | 3-flügelige Backstein-Hofanlage, erbaut 1851 von Caspar Thywissen, 1917 von Jean Keuter erworben, bis 1960 bewirtschaftet. Repräsentativ-symmetrische Gebäudeanordnung: 2-geschossiger Seitenflügel, giebelständig, in jeweils 2 Achsen; dazwischen straßenseitige Abschlussmauer mit übergiebeltem Mitteltor, Hausgiebel und Toranlage durch gegliederte Gestaltungselemente in Backstein betont. Die vorderen 3 Achsen der Seitenflügel jeweils als Wohnhäuser ausgebildet. Südlich an linken Straßengiebel ehemals Nebenzugang mit originalem Eisengittertor. Der Keuterhof ist die einzige weitgehend im Originalzustand erhaltene innenstadtnahe Hofanlage in Neuss. Für die Erhaltung und Nutzung des Gebäudes liegen wissenschaftliche volkskundliche und städtebauliche Gründe vor. | 1851                  | 16.01.1992       | 3/012 (1/247)          |
| Wohnhaus                                                                  | Wohnhaus                                                                  | Innenstadt Kaiser-Friedrich-Straße 20 Karte                 | Es handelt sich um ein zweigeschossiges traufständiges Reihen-Wohnhaus, drei Achsen breit, mit fassadenbreitem Zwerchhausgiebel (mit Krüppelwalm), errichtet 1913 für den Zimmermeister Jakob Krüll. Bauleiter war Constantin Wienstoer. Im Inneren sind mit Treppenhaus und Terrazzoböden charakteristische Ausstattungselemente der Bauzeit erhalten. Rückwärtig wurde 1920 ein Wintergarten angebaut. Das Haus, Bestandteil der gründerzeitlich-wilhelminischen Stadterweiterung, schloss ursprünglich mit einer Natursteinfassade an die benachbarten Wohnhäuser Nr. 22–28 an. Als prägender Bestandteil des gründerzeitlich-wilhelminischen Stadterweiterungsgebietes ist das Wohnhaus Kaiser-Friedrich-Straße 20 bedeutend für Neuss. Nach Abnahme des entstellenden Fassadenanstrichs handelt es sich um ein anschauliches Zeugnis der Reformarchitektur des frühen 20. Jahrhunderts, umgesetzt an einem einfachen Reihen-Wohnhaus. | 1913                  | 05.05.2006       | 1/366 (1/248)          |
| Wohnhaus                                                                  | Wohnhaus                                                                  | Innenstadt Kaiser-Friedrich-Straße 22 Karte                 | 1912/13 zusammen mit Häusern Nr. 24, 26 und 28 von Johannes Geller erbaut, Architekt Fritz Helmuth Ehmcke; ursprünglich Gruppe von 4 Wohnhäusern auf 3 reduziert: Haus Nr. 28 durch Neubau ersetzt; Haustein-Fassade mit antikisierenden Schmuckformen, streng gegliedert nach den Gestaltungsprinzipien der Neuen Sachlichkeit, 2-geschossig in 3 Achsen Nr. 24 und 26; Sohlbankgesims, Kranzgesims; Akzentuierung der Achsen durch Kolossalpilaster, unter den Fenstern und im Giebelfeld Quadermauerwerk; bossierter Sockel, in der rechten Achse zurückgesetzter Eingang mit Oberlicht, Kranzgesims mit Triglyphen, in den Metopen eingeschriebene Blendscheiben; Giebel mit Rahmung und tieferliegendem Rundfenster; Fenster und Tür erneuert. | 1912/13               | 09.10.1986       | 1/099 (1/249)          |
| Wohnhaus                                                                  | Wohnhaus                                                                  | Innenstadt Kaiser-Friedrich-Straße 24 Karte                 | 1912/13 zusammen mit Häusern Nr. 22, 26 und 28 von Johannes Geller erbaut, Architekt Fritz Helmuth Ehmcke; ursprünglich Gruppe von 4 Wohnhäusern auf 3 reduziert: Haus Nr. 28 durch Neubau ersetzt; Haustein-Fassade mit antikisierenden Schmuckformen, streng gegliedert nach den Gestaltungsprinzipien der Neuen Sachlichkeit, 2-geschossig in 3 Achsen Nr. 22 und 26; Sohlbankgesims, Kranzgesims; Akzentuierung der Achsen durch Kolossalpilaster, unter den Fenstern und im Giebelfeld Quadermauerwerk; bossierter Sockel, in der rechten Achse zurückgesetzter Eingang mit Oberlicht, Kranzgesims mit Triglyphen, in den Metopen eingeschriebene Blendscheiben; Giebel mit Rahmung und tieferliegendem Rundfenster; Fenster original, Tür erneuert. | 1912/13               | 09.10.1986       | 1/098 (1/250)          |
| Wohnhaus                                                                  | Wohnhaus                                                                  | Innenstadt Kaiser-Friedrich-Straße 26 Karte                 | 1912 zusammen mit Häusern Nr. 22, 24 und 28 von Johannes Geller erbaut, Architekt Fritz Helmuth Ehmcke; ursprünglich Gruppe von 4 Wohnhäusern auf 3 reduziert: Haus Nr. 28 durch Neubau ersetzt; Haustein-Fassade mit antikisierenden Schmuckformen, streng gegliedert nach den Gestaltungsprinzipien der Neuen Sachlichkeit, 2-geschossig in 3 Achsen, gemeinsames Satteldach mit Haus Nr. 22 und 24; Sohlbankgesims, Kranzgesims; Akzentuierung der Achsen durch Kolossalpilaster, unter den Fenstern und im Giebelfeld Quadermauerwerk; bossierter Sockel, in der rechten Achse zurückgesetzter Eingang mit Oberlicht, Kranzgesims mit Triglyphen, in den Metopen eingeschriebene Blendscheiben; Giebel mit Rahmung und tieferliegendem Rundfenster; Tür und Fenster großflächig erneuert. | 1912                  | 09.10.1986       | 1/097 (1/251)          |
| Wohnhaus                                                                  | Wohnhaus                                                                  | Innenstadt Kaiser-Friedrich-Straße 76 Karte                 | 1922/23 als Werkswohnung erbaut, Bauherr Firma Rennert und Korinthenberg, Bauleiter Walter Rennert; 1949/50 Wiederherstellung des kriegsbeschädigten Hauses, dabei geringe Vereinfachungen in Raumaufteilung uns äußerer Gestaltung; 2-geschossige Halbvilla aus Backstein (Oldenburger Klinker) und Werkstein in nicht durchgezogenen Achsen; schiefergedecktes Walmdach mit verändertem Zwerchgiebelhaus an der Eingangsseite; zur Kaiser-Friedrich-Straße hin Altan auf polygonalem Grundriss, kannelierte Pfeilervorlagen zwischen den Fenstern und umbiegendes Gurtgesims aus Werkstein, im OG Frauenskulpturen aus Muschelkalk (1949/50 hier angebracht); Haustür mit ornamentierter Werksteineinrahmung mit gekröntem Kopf; Vorgarten mit Umfassungsmauer von 1950. Das Wohnhaus ist ein wichtiges Zeugnis der Stadtbaugeschichte als Beispiel des gehobenen Wohnungsbaus der 1920er Jahre. An der Erhaltung besteht insbesondere aus städtebaulichen Gründen ein öffentliches Interesse. | 1922/23               | 16.05.2002       | 1/329 (1/252)          |
| Wohnhaus                                                                  | Wohnhaus                                                                  | Innenstadt Kaiser-Friedrich-Straße 84 Karte                 | Teilbeschreibung: 1904/05 erbaut, Bauherr und Architekt Stadtbaumeister Carl Sittel; 1949 Aufstockung um 1 Zimmer an der Rückseite; 2-geschossig, nicht durchgezogene Achsen, Loggia mit Hauseingang in der rechten Achse, im OG mittig trapezförmiger Erker auf profilierter Konsole, Tuffstein, Sockel aus Basaltlava, Wandöffnungen im EG mit Flachsbogen, im OG rechteckige Fensteröffnungen; Erkerflächen mit zurückhaltender Reliefgliederung. Haustüre original, neue nicht stilgerechte Fenster. Das Haus ist Teil der wilhelminischen Stadterweiterung. Es ist bedeutend für die Stadtentwicklungsgeschichte. Für seine Erhaltung und Nutzung liegen architekturgeschichtliche und städtebauliche Gründe vor. | 1904/05               | 24.01.2005       | 1/356 (1/253)          |
| Wohnhaus                                                                  | Wohnhaus                                                                  | Innenstadt Kaiser-Friedrich-Straße 86 Karte                 | Teilbeschreibung: 1904/05 erbaut, Bauherr: Bürgermeister Franz Gielen, Architekt Carl Schaumburg; 1927 an der Rückseite des OG Aufstockung für ein Badezimmer; 1938 Wanddurchbruch im OG der rechten Achse zwischen straßenseitigem und gartenseitigem Raum. 2-geschossig mit Tuffsteinfassade, Sockel aus Basaltlava, nicht durchgezogene Achsen, Satteldach, ausgebautes Dachgeschoss mit Giebelhaus. Dachgauben neu, Haustür original, Fenster z. T. original. Das Haus ist Teil der wilhelminischen Stadterweiterung. Es ist bedeutend für die Stadtentwicklungsgeschichte. | 1904/05               | 24.01.2005       | 1/357 (1/254)          |
| Wohnhaus                                                                  | Wohnhaus                                                                  | Innenstadt Kaiser-Friedrich-Straße 88 Karte                 | 1906 von Eduard Kiedrichs erbaut, Architekt Carl Schaumburg; Tuffsteinfassade; 2-geschossig mit Souterrain in nicht durchgezogenen Achsen, Mansarddach; EG-Fenster und Tür mit Rundbogenabschlüssen, im OG ein auf Konsolen ruhender flacher Erker, darüber geschweifter Giebel mit 2 Fenster im Blendbogen, daneben 2 Dachhäuschen mit Brüstungsgitter; Tür Originalzustand. | 1906                  | 04.04.1985       | 1/026 (1/255)          |
| Wohnhaus                                                                  | Wohnhaus                                                                  | Innenstadt Kaiser-Friedrich-Straße 90 Karte                 | 1935 erbaut, Bauherr Dr. med. Karl Landen, Architekt Wilhelm Rose; 2-geschossig in 3 Achsen; Sockelgeschoss, ausgebautes Dachgeschoss, Satteldach, in den Achsen jeweils eine Dachgaube, Hauseingang in der rechten Achse, Treppenhausachse in den OG leicht vorgezogen und mit Loggien versehen; originale Garage; straßenseitige Fassade bis in Sockelhöhe mit Basaltlavaplatten verkleidet, die übrige Fläche einschl. Hauseingang mit Tiffsteinplatten; Tuffsteinfläche durch einzelne vorgezogene Tuffsteine sparsam akzentuiert; in den OG originale Schiebefenster, originale Blumenkasten-Halterungen und Balkongitter, originale Haustür, Garagentor erneuert, rückseitiger Balkon entfernt; Raumstruktur und Ausstattung sind original; erhalten: Treppenhaus mit Marmorstufen und -wandbekleidung, Messinggeländer mit hölzernem Handlauf; Parkettböden aus Eiche, Mahagoni und Ebenholz; Schiebefenster mit Beschlägen; Türen, Griffe, Zargen; Deckenkehlung. Das Gebäude ist bedeutend für die Wohn- und Lebensweise in den 1930er Jahren in bürgerlichem Ambientes. | 1935                  | 13.05.2002       | 1/330 (1/256)          |
| Wohn- und Bürohaus                                                        | Wohn- und Bürohaus                                                        | Innenstadt Kaiser-Friedrich-Straße 104 Karte                | Teilbeschreibung: Das Haus Kaiser-Friedrich-Straße 104 wurde 1904/06 von Robert Lonnes jun. erbaut. Architekt war Heinrich Greven, der auch die benachbarten Häuser Nr. 104 bis 124 entwarf. 1927 wurden Änderungen an der Fassade vorgenommen (Erneuerung des Sockels, Entfernen der Zementbalustrade im ersten OG, durch Eisengitter ersetzt). 1978/80 erfolgte der Ausbau des DG. Dabei wurden die Mezzaninfenster der Fassade vergrößert und ein Teil der Traufe angehoben. Das traufständige Haus ist 3-geschossig mit einem pfannengedeckten Satteldach. Als Bestandteil der wilhelminischen Stadterweiterung, die hier in anschaulicher Dichte erfahrbar ist, ist das Haus bedeutend für die Stadtgeschichte von Neuss. Es ist ein wichtiges Zeugnis für die Anfang des 20. Jahrhunderts entstandene gehobene Wohnbebauung unmittelbar am Stadtgarten. | 1904/06               | 11.06.2007       | 1/392 (1/257)          |
| Wohnhaus                                                                  | Wohnhaus                                                                  | Innenstadt Kaiser-Friedrich-Straße 106 Karte                | Teilbeschreibung: Das Haus Kaiser-Friedrich-Straße 106 wurde 1904/06 von Robert Lonnes jun. erbaut. Architekt war Heinrich Greven, der auch die benachbarten Häuser Nr. 104 und 108 bis 124 entwarf. 1907 wurde an der Rückseite eine Spülküche angebaut, 1929/30 erfolgten Umbauten im Dachgeschoss, rückseitig wurde eine Dachgaube eingefügt. 1971 wurden weitere Umbauten vorgenommen. So wurde u. a. auf jeder Etage zur Schaffung abgeschlossener Wohnungen eine Eingangsdiele vom Treppenhaus abgetrennt und es wurde eine Kellergarage eingefügt. Als Bestandteil der wilhelminischen Stadterweiterung, die hier in anschaulicher Dichte erfahrbar ist, ist das Haus bedeutend für die Stadtgeschichte von Neuss. Es ist ein wichtiges Zeugnis für die Anfang des 20. Jahrhunderts entstandene gehobene Wohnbebauung unmittelbar am Stadtgarten. | 1904/06               | 11.06.2007       | 1/393 (1/258)          |
| Wohnhaus                                                                  | Wohnhaus                                                                  | Innenstadt Kaiser-Friedrich-Straße 108 Karte                | Teilbeschreibung: Das Haus Kaiser-Friedrich-Straße 108 wurde 1908/09 von Wilhelm Fasbender erbaut. Architekt war Heinrich Greven. 1909 erfolgte ein Umbau. Das traufständige Haus ist 2-geschossig in 2 Achsen und besitzt ein schiefergedecktes Mansarddach, das im unteren steileren Teil 4 nahezu quadratische Fenster aufweist. Im Inneren geschützt sind die historische Grundriss-Struktur und die historische Ausstattung, soweit noch original erhalten. Als Bestandteil der wilhelminischen Stadterweiterung, die hier in anschaulicher Dichte erfahrbar ist, ist das Haus bedeutend für die Stadtgeschichte von Neuss. Es ist ein wichtiges Zeugnis für die Anfang des 20. Jahrhunderts entstandene gehobene Wohnbebauung unmittelbar am Stadtgarten. | 1908/09               | 11.06.2007       | 1/394 (1/259)          |
| Straßenfassade und Dach                                                   | Straßenfassade und Dach                                                   | Innenstadt Kaiser-Friedrich-Straße 110 Karte                | 1908/09 von Wilhelm Fasbender zusammen mit Haus Nr. 112 erbaut. Architekt Heinrich Greven. 3-geschossiges in 2 Achsen, Mansarddach; Putz- und Bänderputzfassade; Haustür in der rechten Achse mit profilierter Portalrahmung, darüber Stuckrelief; in der linken Achse 2-geschossiger Altan mit Geländerabschluss, Fensterbrüstung des 1. OG mit Stuckrelief; über dem 1. OG Gurtgesims; kräftiges Dachgesims auf Konsolen; in der linken Achse geschweifter, verschieferter Giebel; die ursprünglichen schmalen Toilettenfenstern links von der Treppenhausachse auf jeder Etage zugemauert (bei der spiegelbildlichen Fassade Nr. 112 noch vorhanden); Souterrain mit nachträglich eingefügter Garage, Vorgarten. | 1908/09               | 11.05.2006       | 1/367 (1/260)          |
| Wohnhaus                                                                  | Wohnhaus                                                                  | Innenstadt Kaiser-Friedrich-Straße 112 Karte                | 1908/09 von Wilhelm Fasbender zusammen mit Haus Nr. 110 erbaut. Architekt Heinrich Greven. Vorgarten; Putz- und Bänderputzfassade; 3-geschossig in 3 Achsen, Souterrain mit Zufahrt, Mansarddach; in der rechten Achse 2-geschossiger Altan mit Geländerabschluss, Darüber geschweifter verschieferter Giebel, Gurtgesims im 2. OG, Stuckverzierungen über dem Portal und am Altan; Tür und Fensterteilung Originalzustand. | 1908/09               | 04.04.1985       | 1/027 (1/261)          |
| Wohnhaus mit Büro                                                         | Wohnhaus mit Büro                                                         | Innenstadt Kaiser-Friedrich-Straße 114 Karte                | 1908/09 von Heinrich Greven nach eigenen Entwürfen gebaut. Vorgarten; Putz- und Bänderputzfassade mit historisierenden Schmuckformen; 3-geschossig mit Souterrain in 3 Achsen, Mansarddach; die OG durch Kolossalpilaster zusammengefasst, unter den Kapitellen Puttenreliefs, in der Mittelachse 2-geschossiger, 3-seitiger Altan mit Balkonabschluss, darüber in der Dachzone Giebel mit Karniesbogen, flankiert von 2 Dachhäuschen, im Giebelfeld eine von Putten gehaltene Kartusche, Dachgesims mit Klötzchenfries, Portal zurückversetzt mit Rundbogenabschluss, Tür Originalzustand, Fensterteilung z. T. erhalten. | 1908/09               | 04.04.1985       | 1/028 (1/262)          |
| Wohnhaus                                                                  | Wohnhaus                                                                  | Innenstadt Kaiser-Friedrich-Straße 116 Karte                | 1907/08 von Jean Sachs erbaut, Architekt Heinrich Greven, Vorgarten; 3-geschossig in nicht durchgezogenen Achsen, Souterrain mit Zufahrt, Mansarddach; 2-geschossiger Altan mit Brüstungsabschluss und ornamental verbundenen Fenstern, Gurt- und Konsolgesimse, im Mansarddach breite Schleppgaube; Tür Originalzustand, Fensterteilung z. T. erhalten, 1977–80 Grundriss mit ehem. Lichthof verändert. | 1907/08               | 04.04.1985       | 1/029 (1/263)          |
| Wohnhaus                                                                  | Wohnhaus                                                                  | Innenstadt Kaiser-Friedrich-Straße 118 Karte                | Teilbeschreibung: 1907/08 zusammen mit den Häusern 116,120, 122 erbaut, Bauherr und Architekt Heinrich Greven; 3-geschossig in nicht durchgezogenen Achsen, tiefer Grundriss mit kleinem Lichthof in Hausmitte, ausgebautes Dachgeschoss, straßenseitig als Mansarddach, gartenseitig als flaches Pultdach; straßenseitige Fassade in Putz mit Jugendstil-Schmuckformen. Das Wohnhaus Kaiser-Friedrich-Straße 118 ist als Bestandteil der zu Anfang dieses Jahrhunderts entstandenen Häuserreihe am Stadtgarten ein wichtiges Zeugnis für die zeittypische gehobene Wohnbebauung. | 1907/08               | 16.05.2002       | 1/328 (1/264)          |
| Wohnhaus                                                                  | Wohnhaus                                                                  | Innenstadt Kaiser-Friedrich-Straße 120 Karte                | Teilbeschreibung: 1907/08 zusammen mit den Häusern 116,118, 122 erbaut, Bauherr Wilhelm Fasbender, Architekt Heinrich Greven; 3-geschossig in 2 Achsen, tiefer Grundriss mit kleinem Lichthof in Hausmitte, ausgebautes Dachgeschoss, straßenseitig als Mansarddach, gartenseitig als flaches Pultdach, Mansarddach bei Dachgeschossausbau 1965 verändert; straßenseitige Fassade in Backstein/Putz mit sparsamen Jugendstil- und historisierenden Schmuckformen, über Glattputz EG in Backstein/Putz, OB in Glattputz, Kellergarage 1965 eingebaut. Das Wohnhaus Kaiser-Friedrich-Straße 120 ist als Bestandteil der zu Anfang dieses Jahrhunderts entstandenen Häuserreihe am Stadtgarten ein wichtiges Zeugnis für die zeittypische gehobene Wohnbebauung. | 1907/08               | 12.08.1997       | 1/275 (1/265)          |
| Wohnhaus                                                                  | Wohnhaus                                                                  | Innenstadt Kaiser-Friedrich-Straße 122 Karte                | Teilbeschreibung: 1907/08 zusammen mit den Häusern 116,118, 120 erbaut, Bauherr Wilhelm Fasbender, Architekt Heinrich Greven. Durch Vorgarten von der Straße abgesetztes traufständiges Mehrfamilien-Wohnhaus in geschlossener Reihe, 3-geschossig mit ausgebautem Dachgeschoss, straßenseitig als Mansarddach, gartenseitig mit flachem Pultdach. Ungewöhnlich tiefer Hausgrundriss (rd. 27 m) mit kleinem Lichthof in der Hausmitte. Das Wohnhaus Kaiser-Friedrich-Straße 122 ist als Bestandteil der zu Anfang dieses Jahrhunderts entstandenen Häuserreihe am Stadtgarten ein wichtiges Zeugnis für die zeittypische gehobene Wohnbebauung. | 1907/08               | 21.10.1994       | 1/214 (1/266)          |
| Wohnhaus                                                                  | Wohnhaus                                                                  | Innenstadt Kaiser-Friedrich-Straße 124 Karte                | Teilbeschreibung: 1908 erbaut als Teil einer zwischen 1905 und 1910 nach Entwürfen des Architekten Heinrich Greven entstandenen Häuserzeile, Bauherr Gustav Goldberg; 1926/27 Veränderungen (Vergrößerung der Küche, Anbau eines Bades und einer Veranda); 3-geschossig in 2 Achsen, tiefes Hinterhaus, ausgebautes Dachgeschoss, Mansarddach, rechte Achse risalitartig vorgezogen mit eigenem Dach; im EG und OG dreiteiliger Erker auf trapezförmigem Grundriss, im 2 OG von Balkon auf segmentbogigem Grundriss bekrönt. Putzfassade. Das Wohnhaus Kaiser-Friedrich-Straße 124 ist als Bestandteil der zu Anfang dieses Jahrhunderts entstandenen Häuserreihe am Stadtgarten ein wichtiges Zeugnis für die zeittypische gehobene Wohnbebauung. | 1908                  | 05.12.2001       | 1/323 (1/267)          |
| Siedlung Kamillianerstraße                                                | Siedlung Kamillianerstraße                                                | Stadionviertel Kamillianerstraße 1–23, 2–22 Karte           | 1924–28 von der „Neusser Wohnungsgenossenschaft für Beamte und Privatangestellte GmbH“ (heute Gemeinnützige Wohnungsgesellschaft eG) in offener Bauweise errichtetes Siedlungsemsenble von beispielhafter Qualität der Gesamtgestaltung; Architekt Peter Dörner; Überwiegend Doppelhäuser (nur Kamillianerstraße 11–55 dreifach geteilt) aus Backsteinmauerwerk mit hohem, abgewalmten Ziegeldächern; Eckhäuser an beiden Straßenenden durch Ladengeschäfte (Kamillianerstraße 1 und 20/22) oder verkröpfte Segmenterker betont; backsteinummauerte Vorgärten; die glatten Hausaußenwände durch Gesimse oder Lisenen gegliedert; die Eingänge führen teilweise in Treppenhausanbauten;; regelmäßig angeordnete Dachgauben und Loggien an den Rückseiten; sparsam eingefügte schmückende Details in expressionistischen Formen (Treppengiebel, Flächenrelief aus Backstein); Fenster und Haustüren z. T. original. Als qualitätvolles Beispiel einer traditionalistischen Wohnsiedlung der 20er Jahre aus architektur- und stadtebaugeschichtlichen sowie orts- und sozialgeschichtlichen Gründen erhaltenswert. | 1924–28               | 09.04.1992       | 3/009 (1/268)          |
| Wohnhaus mit Kanzlei                                                      | Wohnhaus mit Kanzlei                                                      | Innenstadt Kanalstraße 2 Karte                              | Teilbeschreibung: 1863 von Notar Heinrich Knein und Frau Helene Clostermann an der Ecke zur Erftstraße erbaut, Architekt Carl Verhas; Putzfassade mit spätklassizistischen Schmuckformen, EG rustizierte, 3-geschossig in 5:3 Achsen, Walmdach; 1932 Innenausbau, Durchfahrt und Eingang zur Erftstraße geschlossen, 1983–84 Instandsetzung und Innenumbau, Dachgeschossausbau mit 7 neuen Dachgauben, EG Fenster in der Sockelzone verlängert, OG Fenster Originalzustand. | 1863                  | 04.04.1985       | 1/030 (1/269)          |
| Fassade des Büro- und Wohnhauses                                          | Fassade des Büro- und Wohnhauses                                          | Innenstadt Kanalstraße 4 Karte                              | Teilbeschreibung: 1865 erbaut von Maurermeister Peter Bohnen, 3-geschossig in 4 Achsen, Putzfassade mit historisierenden Schmuckformen. Tür und Fenster erneuert. | 1865                  | 26.04.1999       | 1/319 (1/270)          |
| Wohnhauses                                                                | Wohnhauses                                                                | Innenstadt Kanalstraße 5 Karte                              | Teilbeschreibung: Um 1865 erbaut von Cornelius Reistorff, Plan Maurermeister Peter Bohnen; Anbau 1884/85 und 1905 verändert. 3-geschossig in 3 Achsen, Satteldach spätklassizistische Putzfassade. Haustür und Fenster erneuert. Das Haus ist ein wichtiges Zeugnis für die Stadtentwicklungsgeschichte und die Wohn- und Lebensweise um die Jahrhundertwende. Es ist erhaltenswert aus wissenschaftlichen, architekturgeschichtlichen und städtebaulichen Gründen. | Um 1865               | 26.04.1999       | 1/313 (1/271)          |
| Wohnhaus                                                                  | Wohnhaus                                                                  | Innenstadt Kanalstraße 13 Karte                             | Teilbeschreibung: 1864 von Cornelius Reistorff erbaut, Architekt Peter Bohnen; 3-geschossig in 3 Achsen, Satteldach, spätklassizistische Putzfassade. Sämtliche Wandöffnungen mit Sturzbogen und Profilrahmen; 2-flügelige Tür mit Oberlicht in Buntglas und Fenster Originalzustand. | 1864                  | 08.08.1986       | 1/093 (1/272)          |
| Wohnhaus                                                                  | Wohnhaus                                                                  | Innenstadt Kanalstraße 20 Karte                             | Teilbeschreibung: Um 1890 erbaut; Backstein-Putzfassade mit historisierenden Schmuckformen, Sockelzone mit Diamantquadern; 3-geschossig in 3 Achsen, Satteldach; Eingang in der rechten Achse, Mittelachse betont durch Balkon mit Ziergitter und Fensterbekrönung im 1. OG und Zwerchgiebel mit gekuppeltem Fenster, weit ausladendes Dachgesims. | Um 1890               | 04.04.1985       | 1/031 (1/273)          |
| Wohn- und Geschäftshaus                                                   | Wohn- und Geschäftshaus                                                   | Innenstadt Kanalstraße 22 Karte                             | Teilbeschreibung: Um 1890 erbaut; Putzfassade mit historisierenden Schmuckformen; 3-geschossig in 3 Achsen, Mezzanin, Satteldach; Sockel, Sockelgesims; im EG Ladeneinbau, rundbogige, profilumrahmte Haustür über Treppen in der linken Achse. 1948 Einbau einer Schaufensteranlage; Tür und Fenster original. | Um 1890               | 17.07.1991       | 1/171 (1/274)          |
| Wohnhaus                                                                  | Wohnhaus                                                                  | Innenstadt Kanalstraße 24 Karte                             | Teilbeschreibung: Vor 1874 von Caspar Schulte erbaut, Putzfassade mit historisierenden Schmuckelementen; 3-geschossig in 3 Achsen, Satteldach; sämtliche Wandöffnungen mit Sturzbogen und Profilrahmen. 1891 Ladeneinbau. Stuckdecke im Eingangsbereich erhalten. Tür Originalzustand, Fenster verändert. | Vor 1874              | 11.02.1986       | 1/073 (1/275)          |
| Wohn- und Geschäftshaus                                                   | Wohn- und Geschäftshaus                                                   | Innenstadt Kanalstraße 25 Karte                             | Teilbeschreibung: Um 1862 erbaut, Putzfassade mit historisierenden Schmuckelementen; 3-geschossig in 3 Achsen, ausgebautes Satteldach mit Dachgaube in der rechten Achse; im EG moderner Ladeneinbau (1989), links zurückgesetzte Hauseingangstür, hier Architektensignatur (FR. Schatten/Architekt) vom Umbau 1928 (Einrichtung einer Bäckerei). Fenster 1990 erneuert (Holz, Sprossenteilung) Hauseingangstür wahrscheinlich von 1928. | Um 1862               | 17.05.1990       | 1/152 (1/276)          |
| Wohnhaus                                                                  | Wohnhaus                                                                  | Innenstadt Kanalstraße 30 Karte                             | Teilbeschreibung: 1902 erbaut, Bauherr und Architekt Jacob Renner; 3-geschossig in 4 Achsen, übergiebelte Mittelachse risalitartig vorgezogen, mit Erker, Putzfassade mit neugotischen Schmuckformen; Satteldach, neugotische Dachbalustrade. Das Haus ist ein wichtiges Zeugnis für die Stadtentwicklungsgeschichte und die Wohn- und Lebensweise um die Jahrhundertwende. | 1902                  | 20.04.1998       | 1/289 (1/277)          |
| Wohnhaus                                                                  | Wohnhaus                                                                  | Innenstadt Kanalstraße 32 Karte                             | Teilbeschreibung: 1902 erbaut, Bauherr und Architekt Jacob Renner; 3-geschossig in 4 Achsen, die linke Achse verbreitert und übergiebelt mit offener Veranda und Balkon; Satteldach; Putzfassade mit neubarocken Schmuckformen; Eingangstür in der rechten Achse, in der linken Achse gekuppelte Fenster, darunter moderner Garageneinbau. Das Haus ist ein wichtiges Zeugnis für die Stadtentwicklungsgeschichte und die Wohn- und Lebensweise um die Jahrhundertwende. | 1902                  | 20.04.1998       | 1/290 (1/278)          |
| Wohnhaus                                                                  | Wohnhaus                                                                  | Innenstadt Kanalstraße 34 Karte                             | Teilbeschreibung: 1906 erbaut von Gustav Goldbach, Architekt Heinrich Greven; 3-geschossig in 3 Achsen; Satteldach, Putzfassade mit Stuckornamentik; in der linken Achse Eingangstür mit Rundbogen; zweigeschossiger Erker mit trapezförmigen Grundriss und Balkon auf der Höhe des Dachgesimses. Fenster stilgerecht erneuert, Dachgaube in der linken Achse. | 1906                  | 20.04.1998       | 1/291 (1/279)          |
| Wohnhaus                                                                  | Wohnhaus                                                                  | Innenstadt Kanalstraße 40 Karte                             | Teilbeschreibung 1906 erbaut von C. Gerritzen, Düsseldorf, Architekt Heinrich Greven, Neuss. 3-geschossiges Wohnhaus in 3 Achsen mit Satteldach, Putzfassade mit historisierenden Schmuckformen; die linke Achse in den OG betont durch Erker und Balkon mit Pilasterflankierung in Kolossalordnung. Eingangstür original, neue Balkontür und neue Fenster ohne Sprossenteilung, Treppenhausfenster mit Bleiverglasung. | 1906                  | 18.04.1988       | 1/133 (1/280)          |
| Wohnhaus                                                                  | Wohnhaus                                                                  | Innenstadt Kanalstraße 42 Karte                             | 1905 von Wilhelm Fasbender erbaut, Architekt Heinrich Greven, Putzfassade mit historisierenden und Jugendstilschmuckformen; 3-geschossig in nicht durchgezogenen Achsen, Satteldach; im EG 3 Fenster und Eingang mit 2 kleinen Oberlichtfenstern, die OG 3-achsig, Fenster der Seitenachsen ornamental zusammengefasst, Mittelachse betont durch 3-seitigen Erker mit breitem Balkonabschluss und halbrunden Ecktürmchen mit abgewalmten Dach, 2 flankierende Dachhäuschen; Tür Originalzustand, neue Fenster ohne Sprossenteilung, 1982/83 Innenumbau und 2-geschossiger Anbau an der Hofseite. | 1905                  | 04.04.1985       | 1/032 (1/281)          |
| Wohnhaus                                                                  | Wohnhaus                                                                  | Innenstadt Kanalstraße 43 Karte                             | Teilbeschreibung: Erbaut 1876 zusammen mit den Nachbarhäusern Kanalstraße 45/47 von der Laurenz Nolden & Otten AG nach Plan des Maurermeisters H. Schlüssel. 3-geschossiges Wohnhaus in geschlossener Reihe, traufständig mit Satteldach. Hofseitiger 2-geschossiger Anbau nach Kriegszerstörung 1950 weitgehend erneuert. Hauseingangstür und Fenster modern erneuert. Als Bestandteil der einheitlich gestalteten Hausgruppe 43, 45, 47 wichtiges Zeugnis der frühen gründerzeitlichen „gehobenen“ Wohnbebauung entlang der Kanalstraße, erhaltenswert insbesondere aus städtebaulichen Gründen. | 1876                  | 10.07.1995       | 1/228 (1/282)          |
| Wohnhaus                                                                  | Wohnhaus                                                                  | Innenstadt Kanalstraße 44 Karte                             | Teilbeschreibung: 1905 von Architekt H. Greven nach eigenem Entwurf erbaut. Putzfassade mit historisierenden Schmuckformen, 3-geschossig in 3 Achsen. In der rechten Achse gerahmter Hauseingang, darüber in zusammenfassender Rahmung höherversetzte Treppenhausfenster. Trotz Veränderungen im Dachbereich wichtiges Zeugnis der Stadtbaugeschichte, erhaltenswert insbesondere aus städtebaulichen Gründen. | 1905                  | 25.10.1989       | 1/150 (1/283)          |
| Wohnhaus                                                                  | Wohnhaus                                                                  | Innenstadt Kanalstraße 45 Karte                             | Teilbeschreibung: Erbaut 1876 zusammen mit den beiderseitigen Nachbarhäusern von der Laurenz Nolden & Otten AG nach Plan des Maurermeisters H. Schlüssel. 3-geschossiges Wohnhaus in geschlossener Reihe, traufständig mit Satteldach, jedoch als Mittelhaus der 3-er-Gruppe durch straßenseitigem Zwerchhausgiebel über die gesamte Hausbreite hervorgehoben. Hofseitig 2-geschossiger Anbau mit Pultdach. Hauseingangstür und Fenster original. Als Mittelteil der einheitlich gestalteten Hausgruppe 43–47 wichtiges Zeugnis der frühen gründerzeitlichen „gehobenen“ Wohnbebauung entlang der Kanalstraße, erhaltenswert insbesondere aus städtebaulichen Gründen. | 1876                  | 26.04.1994       | 1/208 (1/284)          |
| Wohnhaus                                                                  | Wohnhaus                                                                  | Innenstadt Kanalstraße 47 Karte                             | Teilbeschreibung: Erbaut 1876 zusammen mit den Nachbarhäusern Kanalstraße 45/47 von der Laurenz Nolden & Otten AG nach Plan des Maurermeisters H. Schlüssel. 3-geschossig in 3 Achsen Satteldach; hofseitiger 2-geschossiger Anbau; Putzfassade mit spätklassizistischen Schmuckformen. Tür und Fenster erneuert. Als Bestandteil der einheitlich gestalteten Hausgruppe 43, 45, 47 wichtiges Zeugnis der frühen gründerzeitlichen „gehobenen“ Wohnbebauung entlang der Kanalstraße, erhaltenswert insbesondere aus städtebaulichen Gründen. | 1876                  | 20.07.1998       | 1/311 (1/285)          |
| Wohnhaus                                                                  | Wohnhaus                                                                  | Innenstadt Kanalstraße 49 Karte                             | Teilbeschreibung: Das Haus wurde wohl gemeinsam mit den Häusern Nr. 51 und 53 um 1900 errichtet. Es handelt sich um ein traufständiges dreigeschossiges Reihenhaus in 3 Achsen mit Satteldach und Backstein/Putzfassade in historisierenden Schmuckformen. Das Erdgeschoss mit Putzbänderung wurde nachträglich durch Ladeneinbau umgestaltet. Der zurückgesetzte Hauseingang liegt in der linken Achse. Das Haus ist Bestandteil einer geschlossenen Zeile ursprünglicher Bebauung der Jahrhundertwende, welche die Kanalstraße auf weiter Strecke prägt. Erhaltung und Nutzung des Gebäudes liegen aus städtebaulichen und architekturgeschichtlichen Gründen im öffentlichen Interesse. | um 1900               | 13.10.2006       | 1/369 (1/286)          |
| Wohnhaus                                                                  | Wohnhaus                                                                  | Innenstadt Kanalstraße 61 Karte                             | Teilbeschreibung: Das Wohnhaus Kanalstraße 61 wurde 1903 von Leonhard Fausten aus Backstein erbaut. Architekt war Jacob Renner. Das 3-geschossige traufständige Haus in der Reihe ist 3 Achsen breit und hat ein pfannengedecktes ausgebautes Satteldach. Der zurückliegende Hauseingang befindet sich in der rechten Achse. Die Fassade im Stil der Neorenaissance zeigt Putzgliederungen und Flächen aus weiß glasierten glatten Steinen. 1925 wurden die Erdgeschossfenster für einen Ladeneinbau nach unten verlängert. 1957 erhielt das 3-geschossige schmale Hinterhaus an der unverputzten Rückseite im EG eine Erweiterung in den Garten hinein. Das Haus ist bedeutend für die Geschichte des Menschen sowie der Städte und Siedlungen. | 1903                  | 28.10.2008       | 1/397 (1/287)          |
| Wohnhaus                                                                  | Wohnhaus                                                                  | Innenstadt Kanalstraße 63 Karte                             | 1903 von Math. Pannenbecker erbaut, Architekten Gebr. Pannenbecker; Backstein/Putzfassade mit historisierenden Schmuckformen; 3-geschossig in 3 Achsen, Satteldach mit 2 spitzbehelmten Dachhäuschen; Gurt und Sohlbankgesims, Girlandenfries am Dach, Fensterbekrönungen mit gesprengten Dreiecksgiebel, Mittelfenster durch Säulenvorlage, Baluster und Büste im Giebel und schiefergedecktes Walmdach betont; Tür Originalzustand, Fenster weitgehend original. | 1903                  | 04.04.1985       | 1/033 (1/288)          |
| Wohnhaus                                                                  | Wohnhaus                                                                  | Innenstadt Kanalstraße 65 Karte                             | 1903 zusammen mit Haus Nr. 67 erbaut von Heinrich Weyers, Architekt Robert Strerath; 3-geschossig in 3 Achsen, Pultdach; purifizierte Putzfassade, originale Wandöffnungen mit geradem Abschluss, in der rechten Achse zurückgesetzter Hauseingang, Fenster und Häuser erneuert; Innenausstattung weitgehend original erhalten wie Terrazzoboden im Erdgeschoss (Eingang und Anbau), Treppenhaus, Holzböden, Stuckdetails, Türen, Speiseaufzug in Anbau. Das Haus ist Teil der wilhelminischen Stadterweiterung. Es ist bedeutend für die Stadtentwicklungsgeschichte. | 1903                  | 29.01.2004       | 1/353 (1/289)          |
| Straßenfassade des Wohnhauses                                             | Straßenfassade des Wohnhauses                                             | Innenstadt Kanalstraße 67 Karte                             | Teilbeschreibung: 1903 erbaut von Heinrich Weyers, Architekt Robert Strerath; 3-geschossig in 3 Achsen, die beiden äußeren Achsen übergiebelt, linke und rechte Achse leicht vorgezogen, Quaderputz mit Stuckornamentik. Tür und Fenster erneuert. | 1903                  | 26.05.1999       | 1/318 (1/290)          |
| Wohnhaus                                                                  | Wohnhaus                                                                  | Innenstadt Kanalstraße 73 Karte                             | Teilbeschreibung: Erbaut 1905 von den Bauunternehmern Gebrüder Pannenbecker nach eigenen Entwürfen, 2-geschossiges Wohnhaus in geschlossener Reihe, traufständig mit ausgebautem Mansarddach. Straßenseitige Backstein7Putzfassade in Jugendstil-Gestaltung, 2-geschossig in drei Achsen. Das Haus ist Bestandteil einer geschlossenen Zeile ursprünglicher Bebauung der Jahrhundertwende, welche die Kanalstraße auf weiter Strecke prägt. | 1905                  | 09.08.1995       | 1/233 (1/291)          |
| Wohnhaus                                                                  | Wohnhaus                                                                  | Innenstadt Kanalstraße 75 Karte                             | 1904 von den Gebr. Math. und C. Pannenbecker nach eigenen Entwürfen erbaut, Backstein/Putzfassade mit historisierenden Schmuckformen, EG mit Quaderputz; 3-geschossig in nicht durchgezogenen Achsen, Flachdach; Eingang mit Rundfenster und Karniesbogen bekrönt; daneben 3 Fenster, OG 3-achsig, Mittelachse betont durch Blendbogen über beide OG und Ziergiebel mit Karniesbogenabschluss und Spruchband, Gurt-, Sohlbank- und Dachgesims; neue Tür und neue Fenster mit Sprossenteilung, im Grundriss zuletzt 1981 verändert. | 1904                  | 04.04.1985       | 1/034 (1/292)          |
| Bürohaus                                                                  | Bürohaus                                                                  | Innenstadt Kanalstraße 77 Karte                             | Teilbeschreibung: 1904 von den Gebr. Math. und C. Pannenbecker nach eigenen Entwürfen erbaut; 3-geschossig in 3 Achsen, flaches Pultdach, Putzfassade mit Stuckornamentik. Haustür und Fenster erneuert. Das Haus ist ein bedeutendes Zeugnis für die Stadtentwicklungsgeschichte und die Wohn- und Lebensweise um die Jahrhundertwende. | 1904                  | 26.04.1999       | 1/315 (1/293)          |
| Wohnhaus                                                                  | Wohnhaus                                                                  | Innenstadt Kanalstraße 81 Karte                             | Teilbeschreibung: 1904 erbaut von Jean Blümlein nach eigenem Entwurf, 3-geschossig in 3 nicht durchgezogenen Achsen, Putzfassade mit historisierenden Schmuckformen und floralem Dekor, Satteldach, Fenster als Einzelfenster, gekuppelte Fenster oder Drillingsfenster; Anbau von 1936. Das Haus ist ein bedeutendes Zeugnis für die Stadtentwicklungsgeschichte und die Wohn- und Lebensweise um die Jahrhundertwende. | 1904                  | 29.04.1999       | 1/316 (1/294)          |
| Haus Hombroich mit Park                                                   | Haus Hombroich mit Park                                                   | Holzheim Kapellener Straße 75 Karte                         | 1816 errichteten die Eheleute Peter und Gertrud de Weerth aus Elberfeld das Landhaus zu ihrem Vergnügen, wie eine Metallplatte errät, die in einem Kamin im Untergeschoss der Villa entdeckt wurde; 1907 kam das Haus durch Erbschaft an Wilhelm Lensing; nach dessen Tod 1962 erwarb Christoph von Hennigs die Villa und danach Karl-Heinrich Müller; heute ist sie Eigentum der Stiftung Insel Hombroich, sie ist Sitz der Stiftung Literatur- und Kunstinstitut Hambroich, gemeinnützige Stiftungs-GmbH. Das Landhaus zeigt eine schlichte klassizistische Putzfassade mit sparsamer Werksteinakzentuierung in 3:2:3 Achsen; es besitzt zwei Geschosse sowie ein Untergeschoss; das pfannengedeckte Pyramidendach zeigt an allen vier Seiten ein mit Walmdach versehenes Dachhäuschen; das umlaufende auskragende Dachgesims schmückt ein Simsbrett, das mit einem ausgeschnittenen Muster gestaltet ist; Fenster und Haustür original. Die Villa besitzt einen Anbau, der 1858 bereits vorhanden ist; das Innere befindet sich weitgehend im Originalzustand, dazu gehören: Türen, Zargen, Fußböden, Fensterbekleidung, gewölbter Keller, Steinfußboden, Wandnische mit Inschrifttafel und Datierung, lediglich die Treppe wurde verändert, entweder im Zuge des Anbaus oder später; Fotos zeigen das Äußere der Villa mit einem hölzernen Balkon über der Haustür, der um 1910 von Wilhelm Lensing errichtet worden sein dürfte; der heutige Balkon mit seinen barockisierenden Formen stammt aus dem Jahre 1960er Jahren. Im Park sind Gartenreste erhalten. An der Erhaltung von Haus Hombroich und Park besteht ein öffentliches Interesse. Sie sind bedeutend für die Geschichte des Menschen. Das Landhaus mit seinem Park dokumentiert die großbürgerliche Wohnkultur des frühen 19. Jahrhunderts. Die Villa ist erhaltenswert aus wissenschaftlichen, architektur- und ortsgeschichtlichen Gründen, als anschaulich gut und original erhaltenes klassizistisches Landhaus des frühen 19. Jh. in der Erftniederung. | 1816                  | 30.07.2001       | 7/014 (1/295)          |
| Wegekreuz                                                                 | Wegekreuz                                                                 | Rosellen Kapellenweg Karte                                  | Errichtet am 16. Juni 1855 von den Eheleuten P. Jos. Und Cath. J. Müller, Steinmetz J. Wolff in Köln. Sandsteinkreuz in der für barocke Stationskreuz typischen Gliederung, jedoch neugotische Zierformen; Metall-Korpus vermutlich aus neuerer Zeit. Basis mit Steinmetzangabe, Sockel Vorderseite mit Maßwerkrahmung und eingravierter Inschrift (Bibeltext), auf der Rückseite Stifterinschrift, Gesims mit blätterverzierter Konsole, im Mittelblock Sakramentsnische mit Maßwerkrahmung, Deckstein als einfacher Pyramidenstumpf, Kreuzarme mit abgefasten Kanten und dornenartigen Auswüchsen. Das Wegekreuz am Ortseingang von Elvekum ist ein typisches und qualitätvolles Zeugnis für die um die Mitte des 19. Jh. wiedereinsetzende Errichtung von sakralen Flurdenkmälern, die oft von vermögenden Gemeindegliedern gestiftet wurden. Für seine Erhaltung bestehen ortsgeschichtliche, religionsgeschichtliche und allgemein volkskundliche Gründe. | 1855                  | 26.10.1992       | 8/010 (1/296)          |
| Wohnhaus                                                                  | Wohnhaus                                                                  | Innenstadt Kapitelstraße 23 Karte                           | Um 1870 erbaut von W. Jores und J. Rosellen nach Entwurf von Zimmermeister P. Hermkes. 3-geschossiges Wohnhaus in 3 Achsen mit Satteldach; hofseitig 2-geschossiger Anbau, vermutlich um 1880/90 angefügt, OG kriegszerstört. Straßenseite Fassade im Putz mit reichen Neo-Renaissance-Schmuckformen, rechteckige Wandöffnungen, weit auskragendes Dachgesims. Haustür erneuert, Fenster tlw. Originalzustand. Von der ältesten Wohnbebauung an der Kapitelstraße ist nur dieses Haus weitgehend unverändert geblieben. | Um 1870               | 12.04.1991       | 1/168 (1/297)          |
| Wohnhaus                                                                  | Wohnhaus                                                                  | Innenstadt Kapitelstraße 29 Karte                           | Um 1893 von Kaufmann Josef Perlings erbaut; Quaderputzfassade mit Neurenaissance-Schmuckformen; 3-geschossig in 3 Achsen, Satteldach; Sockelgesims, Gurt- und Sohlbankgesims, zurückgesetzter Eingang in der rechten Achse mit Kielbogenabschluss und Spitzgiebelbekrönung, im Giebelfeld ein von zwei Löwen gehaltenes Schiff, im 1. OG Brüstungsfelder mit Maßwerk sowie Kielbogenbekrönung mit Seefahrtsemblemen; Tür bis auf das Oberlicht und Fensterkreuze im EG Originalzustand, in den OG neue zwei- und einteilige Fenster, zwei neue Dachgauben. | Um 1893               | 29.04.1985       | 1/055 (1/298)          |
| Wohnhaus                                                                  | Wohnhaus                                                                  | Innenstadt Kapitelstraße 31 Karte                           | Das Haus wurde 1891/92 als Wohn- und Geschäftshaus von dem Eisenhändler Johann Bährens durch den Architekten Wilhelm Metzer, Neuss erbaut. Es handelt sich um ein traufständiges Reihenhaus, dreigeschossig mit Mezzaningeschoss in 4 Achsen mit Satteldach und Backstein-/Putzfassade in historisierenden Schmuckformen. Die rechte Achse ist als breitere Doppelachse ausgebildet entsprechend der ursprünglich vorgesehenen Toreinfahrt im Erdgeschoss. Die Fenster sind erneuert, dir Haustür ist original erhalten. Das Haus ist Bestandteil der wilhelminischen Stadterweiterung, die hier in anschaulicher Dichte erfahrbar ist. Die Kapitelstraße folgt einem älteren Weg, der zwischen dem alten Friedhof, heute Marienkirchplatz und der Chaussee nach Gladbach verlief. Bereits in den 1890er Jahren entstand hier eine relativ dichte Bebauung. | 1891/92               | 03.01.2007       | 1/372 (1/299)          |

- Karte mit allen Koordinaten:
- OSM |
- WikiMap